# Attaque Stonewall
Cet article utilise la notation algébrique pour décrire des coups du jeu d'échecs.
|   | a | b | c | d | e | f | g | h |   |
| 8 | Pion blanc sur case noire d4 · Pion blanc sur case noire f4 · Pion blanc sur case noire c3 · Fou blanc sur case blanche d3 · Pion blanc sur case noire e3 · Pion blanc sur case blanche a2 · Pion blanc sur case noire b2 · Pion blanc sur case blanche g2 · Pion blanc sur case noire h2 · Tour blanche sur case noire a1 · Cavalier blanc sur case blanche b1 · Fou blanc sur case noire c1 · Dame blanche sur case blanche d1 · Roi blanc sur case noire e1 · Cavalier blanc sur case noire g1 · Tour blanche sur case blanche h1 | Pion blanc sur case noire d4 · Pion blanc sur case noire f4 · Pion blanc sur case noire c3 · Fou blanc sur case blanche d3 · Pion blanc sur case noire e3 · Pion blanc sur case blanche a2 · Pion blanc sur case noire b2 · Pion blanc sur case blanche g2 · Pion blanc sur case noire h2 · Tour blanche sur case noire a1 · Cavalier blanc sur case blanche b1 · Fou blanc sur case noire c1 · Dame blanche sur case blanche d1 · Roi blanc sur case noire e1 · Cavalier blanc sur case noire g1 · Tour blanche sur case blanche h1 | Pion blanc sur case noire d4 · Pion blanc sur case noire f4 · Pion blanc sur case noire c3 · Fou blanc sur case blanche d3 · Pion blanc sur case noire e3 · Pion blanc sur case blanche a2 · Pion blanc sur case noire b2 · Pion blanc sur case blanche g2 · Pion blanc sur case noire h2 · Tour blanche sur case noire a1 · Cavalier blanc sur case blanche b1 · Fou blanc sur case noire c1 · Dame blanche sur case blanche d1 · Roi blanc sur case noire e1 · Cavalier blanc sur case noire g1 · Tour blanche sur case blanche h1 | Pion blanc sur case noire d4 · Pion blanc sur case noire f4 · Pion blanc sur case noire c3 · Fou blanc sur case blanche d3 · Pion blanc sur case noire e3 · Pion blanc sur case blanche a2 · Pion blanc sur case noire b2 · Pion blanc sur case blanche g2 · Pion blanc sur case noire h2 · Tour blanche sur case noire a1 · Cavalier blanc sur case blanche b1 · Fou blanc sur case noire c1 · Dame blanche sur case blanche d1 · Roi blanc sur case noire e1 · Cavalier blanc sur case noire g1 · Tour blanche sur case blanche h1 | Pion blanc sur case noire d4 · Pion blanc sur case noire f4 · Pion blanc sur case noire c3 · Fou blanc sur case blanche d3 · Pion blanc sur case noire e3 · Pion blanc sur case blanche a2 · Pion blanc sur case noire b2 · Pion blanc sur case blanche g2 · Pion blanc sur case noire h2 · Tour blanche sur case noire a1 · Cavalier blanc sur case blanche b1 · Fou blanc sur case noire c1 · Dame blanche sur case blanche d1 · Roi blanc sur case noire e1 · Cavalier blanc sur case noire g1 · Tour blanche sur case blanche h1 | Pion blanc sur case noire d4 · Pion blanc sur case noire f4 · Pion blanc sur case noire c3 · Fou blanc sur case blanche d3 · Pion blanc sur case noire e3 · Pion blanc sur case blanche a2 · Pion blanc sur case noire b2 · Pion blanc sur case blanche g2 · Pion blanc sur case noire h2 · Tour blanche sur case noire a1 · Cavalier blanc sur case blanche b1 · Fou blanc sur case noire c1 · Dame blanche sur case blanche d1 · Roi blanc sur case noire e1 · Cavalier blanc sur case noire g1 · Tour blanche sur case blanche h1 | Pion blanc sur case noire d4 · Pion blanc sur case noire f4 · Pion blanc sur case noire c3 · Fou blanc sur case blanche d3 · Pion blanc sur case noire e3 · Pion blanc sur case blanche a2 · Pion blanc sur case noire b2 · Pion blanc sur case blanche g2 · Pion blanc sur case noire h2 · Tour blanche sur case noire a1 · Cavalier blanc sur case blanche b1 · Fou blanc sur case noire c1 · Dame blanche sur case blanche d1 · Roi blanc sur case noire e1 · Cavalier blanc sur case noire g1 · Tour blanche sur case blanche h1 | Pion blanc sur case noire d4 · Pion blanc sur case noire f4 · Pion blanc sur case noire c3 · Fou blanc sur case blanche d3 · Pion blanc sur case noire e3 · Pion blanc sur case blanche a2 · Pion blanc sur case noire b2 · Pion blanc sur case blanche g2 · Pion blanc sur case noire h2 · Tour blanche sur case noire a1 · Cavalier blanc sur case blanche b1 · Fou blanc sur case noire c1 · Dame blanche sur case blanche d1 · Roi blanc sur case noire e1 · Cavalier blanc sur case noire g1 · Tour blanche sur case blanche h1 | 8 |
| 7 | Pion blanc sur case noire d4 · Pion blanc sur case noire f4 · Pion blanc sur case noire c3 · Fou blanc sur case blanche d3 · Pion blanc sur case noire e3 · Pion blanc sur case blanche a2 · Pion blanc sur case noire b2 · Pion blanc sur case blanche g2 · Pion blanc sur case noire h2 · Tour blanche sur case noire a1 · Cavalier blanc sur case blanche b1 · Fou blanc sur case noire c1 · Dame blanche sur case blanche d1 · Roi blanc sur case noire e1 · Cavalier blanc sur case noire g1 · Tour blanche sur case blanche h1 | Pion blanc sur case noire d4 · Pion blanc sur case noire f4 · Pion blanc sur case noire c3 · Fou blanc sur case blanche d3 · Pion blanc sur case noire e3 · Pion blanc sur case blanche a2 · Pion blanc sur case noire b2 · Pion blanc sur case blanche g2 · Pion blanc sur case noire h2 · Tour blanche sur case noire a1 · Cavalier blanc sur case blanche b1 · Fou blanc sur case noire c1 · Dame blanche sur case blanche d1 · Roi blanc sur case noire e1 · Cavalier blanc sur case noire g1 · Tour blanche sur case blanche h1 | Pion blanc sur case noire d4 · Pion blanc sur case noire f4 · Pion blanc sur case noire c3 · Fou blanc sur case blanche d3 · Pion blanc sur case noire e3 · Pion blanc sur case blanche a2 · Pion blanc sur case noire b2 · Pion blanc sur case blanche g2 · Pion blanc sur case noire h2 · Tour blanche sur case noire a1 · Cavalier blanc sur case blanche b1 · Fou blanc sur case noire c1 · Dame blanche sur case blanche d1 · Roi blanc sur case noire e1 · Cavalier blanc sur case noire g1 · Tour blanche sur case blanche h1 | Pion blanc sur case noire d4 · Pion blanc sur case noire f4 · Pion blanc sur case noire c3 · Fou blanc sur case blanche d3 · Pion blanc sur case noire e3 · Pion blanc sur case blanche a2 · Pion blanc sur case noire b2 · Pion blanc sur case blanche g2 · Pion blanc sur case noire h2 · Tour blanche sur case noire a1 · Cavalier blanc sur case blanche b1 · Fou blanc sur case noire c1 · Dame blanche sur case blanche d1 · Roi blanc sur case noire e1 · Cavalier blanc sur case noire g1 · Tour blanche sur case blanche h1 | Pion blanc sur case noire d4 · Pion blanc sur case noire f4 · Pion blanc sur case noire c3 · Fou blanc sur case blanche d3 · Pion blanc sur case noire e3 · Pion blanc sur case blanche a2 · Pion blanc sur case noire b2 · Pion blanc sur case blanche g2 · Pion blanc sur case noire h2 · Tour blanche sur case noire a1 · Cavalier blanc sur case blanche b1 · Fou blanc sur case noire c1 · Dame blanche sur case blanche d1 · Roi blanc sur case noire e1 · Cavalier blanc sur case noire g1 · Tour blanche sur case blanche h1 | Pion blanc sur case noire d4 · Pion blanc sur case noire f4 · Pion blanc sur case noire c3 · Fou blanc sur case blanche d3 · Pion blanc sur case noire e3 · Pion blanc sur case blanche a2 · Pion blanc sur case noire b2 · Pion blanc sur case blanche g2 · Pion blanc sur case noire h2 · Tour blanche sur case noire a1 · Cavalier blanc sur case blanche b1 · Fou blanc sur case noire c1 · Dame blanche sur case blanche d1 · Roi blanc sur case noire e1 · Cavalier blanc sur case noire g1 · Tour blanche sur case blanche h1 | Pion blanc sur case noire d4 · Pion blanc sur case noire f4 · Pion blanc sur case noire c3 · Fou blanc sur case blanche d3 · Pion blanc sur case noire e3 · Pion blanc sur case blanche a2 · Pion blanc sur case noire b2 · Pion blanc sur case blanche g2 · Pion blanc sur case noire h2 · Tour blanche sur case noire a1 · Cavalier blanc sur case blanche b1 · Fou blanc sur case noire c1 · Dame blanche sur case blanche d1 · Roi blanc sur case noire e1 · Cavalier blanc sur case noire g1 · Tour blanche sur case blanche h1 | Pion blanc sur case noire d4 · Pion blanc sur case noire f4 · Pion blanc sur case noire c3 · Fou blanc sur case blanche d3 · Pion blanc sur case noire e3 · Pion blanc sur case blanche a2 · Pion blanc sur case noire b2 · Pion blanc sur case blanche g2 · Pion blanc sur case noire h2 · Tour blanche sur case noire a1 · Cavalier blanc sur case blanche b1 · Fou blanc sur case noire c1 · Dame blanche sur case blanche d1 · Roi blanc sur case noire e1 · Cavalier blanc sur case noire g1 · Tour blanche sur case blanche h1 | 7 |
| 6 | Pion blanc sur case noire d4 · Pion blanc sur case noire f4 · Pion blanc sur case noire c3 · Fou blanc sur case blanche d3 · Pion blanc sur case noire e3 · Pion blanc sur case blanche a2 · Pion blanc sur case noire b2 · Pion blanc sur case blanche g2 · Pion blanc sur case noire h2 · Tour blanche sur case noire a1 · Cavalier blanc sur case blanche b1 · Fou blanc sur case noire c1 · Dame blanche sur case blanche d1 · Roi blanc sur case noire e1 · Cavalier blanc sur case noire g1 · Tour blanche sur case blanche h1 | Pion blanc sur case noire d4 · Pion blanc sur case noire f4 · Pion blanc sur case noire c3 · Fou blanc sur case blanche d3 · Pion blanc sur case noire e3 · Pion blanc sur case blanche a2 · Pion blanc sur case noire b2 · Pion blanc sur case blanche g2 · Pion blanc sur case noire h2 · Tour blanche sur case noire a1 · Cavalier blanc sur case blanche b1 · Fou blanc sur case noire c1 · Dame blanche sur case blanche d1 · Roi blanc sur case noire e1 · Cavalier blanc sur case noire g1 · Tour blanche sur case blanche h1 | Pion blanc sur case noire d4 · Pion blanc sur case noire f4 · Pion blanc sur case noire c3 · Fou blanc sur case blanche d3 · Pion blanc sur case noire e3 · Pion blanc sur case blanche a2 · Pion blanc sur case noire b2 · Pion blanc sur case blanche g2 · Pion blanc sur case noire h2 · Tour blanche sur case noire a1 · Cavalier blanc sur case blanche b1 · Fou blanc sur case noire c1 · Dame blanche sur case blanche d1 · Roi blanc sur case noire e1 · Cavalier blanc sur case noire g1 · Tour blanche sur case blanche h1 | Pion blanc sur case noire d4 · Pion blanc sur case noire f4 · Pion blanc sur case noire c3 · Fou blanc sur case blanche d3 · Pion blanc sur case noire e3 · Pion blanc sur case blanche a2 · Pion blanc sur case noire b2 · Pion blanc sur case blanche g2 · Pion blanc sur case noire h2 · Tour blanche sur case noire a1 · Cavalier blanc sur case blanche b1 · Fou blanc sur case noire c1 · Dame blanche sur case blanche d1 · Roi blanc sur case noire e1 · Cavalier blanc sur case noire g1 · Tour blanche sur case blanche h1 | Pion blanc sur case noire d4 · Pion blanc sur case noire f4 · Pion blanc sur case noire c3 · Fou blanc sur case blanche d3 · Pion blanc sur case noire e3 · Pion blanc sur case blanche a2 · Pion blanc sur case noire b2 · Pion blanc sur case blanche g2 · Pion blanc sur case noire h2 · Tour blanche sur case noire a1 · Cavalier blanc sur case blanche b1 · Fou blanc sur case noire c1 · Dame blanche sur case blanche d1 · Roi blanc sur case noire e1 · Cavalier blanc sur case noire g1 · Tour blanche sur case blanche h1 | Pion blanc sur case noire d4 · Pion blanc sur case noire f4 · Pion blanc sur case noire c3 · Fou blanc sur case blanche d3 · Pion blanc sur case noire e3 · Pion blanc sur case blanche a2 · Pion blanc sur case noire b2 · Pion blanc sur case blanche g2 · Pion blanc sur case noire h2 · Tour blanche sur case noire a1 · Cavalier blanc sur case blanche b1 · Fou blanc sur case noire c1 · Dame blanche sur case blanche d1 · Roi blanc sur case noire e1 · Cavalier blanc sur case noire g1 · Tour blanche sur case blanche h1 | Pion blanc sur case noire d4 · Pion blanc sur case noire f4 · Pion blanc sur case noire c3 · Fou blanc sur case blanche d3 · Pion blanc sur case noire e3 · Pion blanc sur case blanche a2 · Pion blanc sur case noire b2 · Pion blanc sur case blanche g2 · Pion blanc sur case noire h2 · Tour blanche sur case noire a1 · Cavalier blanc sur case blanche b1 · Fou blanc sur case noire c1 · Dame blanche sur case blanche d1 · Roi blanc sur case noire e1 · Cavalier blanc sur case noire g1 · Tour blanche sur case blanche h1 | Pion blanc sur case noire d4 · Pion blanc sur case noire f4 · Pion blanc sur case noire c3 · Fou blanc sur case blanche d3 · Pion blanc sur case noire e3 · Pion blanc sur case blanche a2 · Pion blanc sur case noire b2 · Pion blanc sur case blanche g2 · Pion blanc sur case noire h2 · Tour blanche sur case noire a1 · Cavalier blanc sur case blanche b1 · Fou blanc sur case noire c1 · Dame blanche sur case blanche d1 · Roi blanc sur case noire e1 · Cavalier blanc sur case noire g1 · Tour blanche sur case blanche h1 | 6 |
| 5 | Pion blanc sur case noire d4 · Pion blanc sur case noire f4 · Pion blanc sur case noire c3 · Fou blanc sur case blanche d3 · Pion blanc sur case noire e3 · Pion blanc sur case blanche a2 · Pion blanc sur case noire b2 · Pion blanc sur case blanche g2 · Pion blanc sur case noire h2 · Tour blanche sur case noire a1 · Cavalier blanc sur case blanche b1 · Fou blanc sur case noire c1 · Dame blanche sur case blanche d1 · Roi blanc sur case noire e1 · Cavalier blanc sur case noire g1 · Tour blanche sur case blanche h1 | Pion blanc sur case noire d4 · Pion blanc sur case noire f4 · Pion blanc sur case noire c3 · Fou blanc sur case blanche d3 · Pion blanc sur case noire e3 · Pion blanc sur case blanche a2 · Pion blanc sur case noire b2 · Pion blanc sur case blanche g2 · Pion blanc sur case noire h2 · Tour blanche sur case noire a1 · Cavalier blanc sur case blanche b1 · Fou blanc sur case noire c1 · Dame blanche sur case blanche d1 · Roi blanc sur case noire e1 · Cavalier blanc sur case noire g1 · Tour blanche sur case blanche h1 | Pion blanc sur case noire d4 · Pion blanc sur case noire f4 · Pion blanc sur case noire c3 · Fou blanc sur case blanche d3 · Pion blanc sur case noire e3 · Pion blanc sur case blanche a2 · Pion blanc sur case noire b2 · Pion blanc sur case blanche g2 · Pion blanc sur case noire h2 · Tour blanche sur case noire a1 · Cavalier blanc sur case blanche b1 · Fou blanc sur case noire c1 · Dame blanche sur case blanche d1 · Roi blanc sur case noire e1 · Cavalier blanc sur case noire g1 · Tour blanche sur case blanche h1 | Pion blanc sur case noire d4 · Pion blanc sur case noire f4 · Pion blanc sur case noire c3 · Fou blanc sur case blanche d3 · Pion blanc sur case noire e3 · Pion blanc sur case blanche a2 · Pion blanc sur case noire b2 · Pion blanc sur case blanche g2 · Pion blanc sur case noire h2 · Tour blanche sur case noire a1 · Cavalier blanc sur case blanche b1 · Fou blanc sur case noire c1 · Dame blanche sur case blanche d1 · Roi blanc sur case noire e1 · Cavalier blanc sur case noire g1 · Tour blanche sur case blanche h1 | Pion blanc sur case noire d4 · Pion blanc sur case noire f4 · Pion blanc sur case noire c3 · Fou blanc sur case blanche d3 · Pion blanc sur case noire e3 · Pion blanc sur case blanche a2 · Pion blanc sur case noire b2 · Pion blanc sur case blanche g2 · Pion blanc sur case noire h2 · Tour blanche sur case noire a1 · Cavalier blanc sur case blanche b1 · Fou blanc sur case noire c1 · Dame blanche sur case blanche d1 · Roi blanc sur case noire e1 · Cavalier blanc sur case noire g1 · Tour blanche sur case blanche h1 | Pion blanc sur case noire d4 · Pion blanc sur case noire f4 · Pion blanc sur case noire c3 · Fou blanc sur case blanche d3 · Pion blanc sur case noire e3 · Pion blanc sur case blanche a2 · Pion blanc sur case noire b2 · Pion blanc sur case blanche g2 · Pion blanc sur case noire h2 · Tour blanche sur case noire a1 · Cavalier blanc sur case blanche b1 · Fou blanc sur case noire c1 · Dame blanche sur case blanche d1 · Roi blanc sur case noire e1 · Cavalier blanc sur case noire g1 · Tour blanche sur case blanche h1 | Pion blanc sur case noire d4 · Pion blanc sur case noire f4 · Pion blanc sur case noire c3 · Fou blanc sur case blanche d3 · Pion blanc sur case noire e3 · Pion blanc sur case blanche a2 · Pion blanc sur case noire b2 · Pion blanc sur case blanche g2 · Pion blanc sur case noire h2 · Tour blanche sur case noire a1 · Cavalier blanc sur case blanche b1 · Fou blanc sur case noire c1 · Dame blanche sur case blanche d1 · Roi blanc sur case noire e1 · Cavalier blanc sur case noire g1 · Tour blanche sur case blanche h1 | Pion blanc sur case noire d4 · Pion blanc sur case noire f4 · Pion blanc sur case noire c3 · Fou blanc sur case blanche d3 · Pion blanc sur case noire e3 · Pion blanc sur case blanche a2 · Pion blanc sur case noire b2 · Pion blanc sur case blanche g2 · Pion blanc sur case noire h2 · Tour blanche sur case noire a1 · Cavalier blanc sur case blanche b1 · Fou blanc sur case noire c1 · Dame blanche sur case blanche d1 · Roi blanc sur case noire e1 · Cavalier blanc sur case noire g1 · Tour blanche sur case blanche h1 | 5 |
| 4 | Pion blanc sur case noire d4 · Pion blanc sur case noire f4 · Pion blanc sur case noire c3 · Fou blanc sur case blanche d3 · Pion blanc sur case noire e3 · Pion blanc sur case blanche a2 · Pion blanc sur case noire b2 · Pion blanc sur case blanche g2 · Pion blanc sur case noire h2 · Tour blanche sur case noire a1 · Cavalier blanc sur case blanche b1 · Fou blanc sur case noire c1 · Dame blanche sur case blanche d1 · Roi blanc sur case noire e1 · Cavalier blanc sur case noire g1 · Tour blanche sur case blanche h1 | Pion blanc sur case noire d4 · Pion blanc sur case noire f4 · Pion blanc sur case noire c3 · Fou blanc sur case blanche d3 · Pion blanc sur case noire e3 · Pion blanc sur case blanche a2 · Pion blanc sur case noire b2 · Pion blanc sur case blanche g2 · Pion blanc sur case noire h2 · Tour blanche sur case noire a1 · Cavalier blanc sur case blanche b1 · Fou blanc sur case noire c1 · Dame blanche sur case blanche d1 · Roi blanc sur case noire e1 · Cavalier blanc sur case noire g1 · Tour blanche sur case blanche h1 | Pion blanc sur case noire d4 · Pion blanc sur case noire f4 · Pion blanc sur case noire c3 · Fou blanc sur case blanche d3 · Pion blanc sur case noire e3 · Pion blanc sur case blanche a2 · Pion blanc sur case noire b2 · Pion blanc sur case blanche g2 · Pion blanc sur case noire h2 · Tour blanche sur case noire a1 · Cavalier blanc sur case blanche b1 · Fou blanc sur case noire c1 · Dame blanche sur case blanche d1 · Roi blanc sur case noire e1 · Cavalier blanc sur case noire g1 · Tour blanche sur case blanche h1 | Pion blanc sur case noire d4 · Pion blanc sur case noire f4 · Pion blanc sur case noire c3 · Fou blanc sur case blanche d3 · Pion blanc sur case noire e3 · Pion blanc sur case blanche a2 · Pion blanc sur case noire b2 · Pion blanc sur case blanche g2 · Pion blanc sur case noire h2 · Tour blanche sur case noire a1 · Cavalier blanc sur case blanche b1 · Fou blanc sur case noire c1 · Dame blanche sur case blanche d1 · Roi blanc sur case noire e1 · Cavalier blanc sur case noire g1 · Tour blanche sur case blanche h1 | Pion blanc sur case noire d4 · Pion blanc sur case noire f4 · Pion blanc sur case noire c3 · Fou blanc sur case blanche d3 · Pion blanc sur case noire e3 · Pion blanc sur case blanche a2 · Pion blanc sur case noire b2 · Pion blanc sur case blanche g2 · Pion blanc sur case noire h2 · Tour blanche sur case noire a1 · Cavalier blanc sur case blanche b1 · Fou blanc sur case noire c1 · Dame blanche sur case blanche d1 · Roi blanc sur case noire e1 · Cavalier blanc sur case noire g1 · Tour blanche sur case blanche h1 | Pion blanc sur case noire d4 · Pion blanc sur case noire f4 · Pion blanc sur case noire c3 · Fou blanc sur case blanche d3 · Pion blanc sur case noire e3 · Pion blanc sur case blanche a2 · Pion blanc sur case noire b2 · Pion blanc sur case blanche g2 · Pion blanc sur case noire h2 · Tour blanche sur case noire a1 · Cavalier blanc sur case blanche b1 · Fou blanc sur case noire c1 · Dame blanche sur case blanche d1 · Roi blanc sur case noire e1 · Cavalier blanc sur case noire g1 · Tour blanche sur case blanche h1 | Pion blanc sur case noire d4 · Pion blanc sur case noire f4 · Pion blanc sur case noire c3 · Fou blanc sur case blanche d3 · Pion blanc sur case noire e3 · Pion blanc sur case blanche a2 · Pion blanc sur case noire b2 · Pion blanc sur case blanche g2 · Pion blanc sur case noire h2 · Tour blanche sur case noire a1 · Cavalier blanc sur case blanche b1 · Fou blanc sur case noire c1 · Dame blanche sur case blanche d1 · Roi blanc sur case noire e1 · Cavalier blanc sur case noire g1 · Tour blanche sur case blanche h1 | Pion blanc sur case noire d4 · Pion blanc sur case noire f4 · Pion blanc sur case noire c3 · Fou blanc sur case blanche d3 · Pion blanc sur case noire e3 · Pion blanc sur case blanche a2 · Pion blanc sur case noire b2 · Pion blanc sur case blanche g2 · Pion blanc sur case noire h2 · Tour blanche sur case noire a1 · Cavalier blanc sur case blanche b1 · Fou blanc sur case noire c1 · Dame blanche sur case blanche d1 · Roi blanc sur case noire e1 · Cavalier blanc sur case noire g1 · Tour blanche sur case blanche h1 | 4 |
| 3 | Pion blanc sur case noire d4 · Pion blanc sur case noire f4 · Pion blanc sur case noire c3 · Fou blanc sur case blanche d3 · Pion blanc sur case noire e3 · Pion blanc sur case blanche a2 · Pion blanc sur case noire b2 · Pion blanc sur case blanche g2 · Pion blanc sur case noire h2 · Tour blanche sur case noire a1 · Cavalier blanc sur case blanche b1 · Fou blanc sur case noire c1 · Dame blanche sur case blanche d1 · Roi blanc sur case noire e1 · Cavalier blanc sur case noire g1 · Tour blanche sur case blanche h1 | Pion blanc sur case noire d4 · Pion blanc sur case noire f4 · Pion blanc sur case noire c3 · Fou blanc sur case blanche d3 · Pion blanc sur case noire e3 · Pion blanc sur case blanche a2 · Pion blanc sur case noire b2 · Pion blanc sur case blanche g2 · Pion blanc sur case noire h2 · Tour blanche sur case noire a1 · Cavalier blanc sur case blanche b1 · Fou blanc sur case noire c1 · Dame blanche sur case blanche d1 · Roi blanc sur case noire e1 · Cavalier blanc sur case noire g1 · Tour blanche sur case blanche h1 | Pion blanc sur case noire d4 · Pion blanc sur case noire f4 · Pion blanc sur case noire c3 · Fou blanc sur case blanche d3 · Pion blanc sur case noire e3 · Pion blanc sur case blanche a2 · Pion blanc sur case noire b2 · Pion blanc sur case blanche g2 · Pion blanc sur case noire h2 · Tour blanche sur case noire a1 · Cavalier blanc sur case blanche b1 · Fou blanc sur case noire c1 · Dame blanche sur case blanche d1 · Roi blanc sur case noire e1 · Cavalier blanc sur case noire g1 · Tour blanche sur case blanche h1 | Pion blanc sur case noire d4 · Pion blanc sur case noire f4 · Pion blanc sur case noire c3 · Fou blanc sur case blanche d3 · Pion blanc sur case noire e3 · Pion blanc sur case blanche a2 · Pion blanc sur case noire b2 · Pion blanc sur case blanche g2 · Pion blanc sur case noire h2 · Tour blanche sur case noire a1 · Cavalier blanc sur case blanche b1 · Fou blanc sur case noire c1 · Dame blanche sur case blanche d1 · Roi blanc sur case noire e1 · Cavalier blanc sur case noire g1 · Tour blanche sur case blanche h1 | Pion blanc sur case noire d4 · Pion blanc sur case noire f4 · Pion blanc sur case noire c3 · Fou blanc sur case blanche d3 · Pion blanc sur case noire e3 · Pion blanc sur case blanche a2 · Pion blanc sur case noire b2 · Pion blanc sur case blanche g2 · Pion blanc sur case noire h2 · Tour blanche sur case noire a1 · Cavalier blanc sur case blanche b1 · Fou blanc sur case noire c1 · Dame blanche sur case blanche d1 · Roi blanc sur case noire e1 · Cavalier blanc sur case noire g1 · Tour blanche sur case blanche h1 | Pion blanc sur case noire d4 · Pion blanc sur case noire f4 · Pion blanc sur case noire c3 · Fou blanc sur case blanche d3 · Pion blanc sur case noire e3 · Pion blanc sur case blanche a2 · Pion blanc sur case noire b2 · Pion blanc sur case blanche g2 · Pion blanc sur case noire h2 · Tour blanche sur case noire a1 · Cavalier blanc sur case blanche b1 · Fou blanc sur case noire c1 · Dame blanche sur case blanche d1 · Roi blanc sur case noire e1 · Cavalier blanc sur case noire g1 · Tour blanche sur case blanche h1 | Pion blanc sur case noire d4 · Pion blanc sur case noire f4 · Pion blanc sur case noire c3 · Fou blanc sur case blanche d3 · Pion blanc sur case noire e3 · Pion blanc sur case blanche a2 · Pion blanc sur case noire b2 · Pion blanc sur case blanche g2 · Pion blanc sur case noire h2 · Tour blanche sur case noire a1 · Cavalier blanc sur case blanche b1 · Fou blanc sur case noire c1 · Dame blanche sur case blanche d1 · Roi blanc sur case noire e1 · Cavalier blanc sur case noire g1 · Tour blanche sur case blanche h1 | Pion blanc sur case noire d4 · Pion blanc sur case noire f4 · Pion blanc sur case noire c3 · Fou blanc sur case blanche d3 · Pion blanc sur case noire e3 · Pion blanc sur case blanche a2 · Pion blanc sur case noire b2 · Pion blanc sur case blanche g2 · Pion blanc sur case noire h2 · Tour blanche sur case noire a1 · Cavalier blanc sur case blanche b1 · Fou blanc sur case noire c1 · Dame blanche sur case blanche d1 · Roi blanc sur case noire e1 · Cavalier blanc sur case noire g1 · Tour blanche sur case blanche h1 | 3 |
| 2 | Pion blanc sur case noire d4 · Pion blanc sur case noire f4 · Pion blanc sur case noire c3 · Fou blanc sur case blanche d3 · Pion blanc sur case noire e3 · Pion blanc sur case blanche a2 · Pion blanc sur case noire b2 · Pion blanc sur case blanche g2 · Pion blanc sur case noire h2 · Tour blanche sur case noire a1 · Cavalier blanc sur case blanche b1 · Fou blanc sur case noire c1 · Dame blanche sur case blanche d1 · Roi blanc sur case noire e1 · Cavalier blanc sur case noire g1 · Tour blanche sur case blanche h1 | Pion blanc sur case noire d4 · Pion blanc sur case noire f4 · Pion blanc sur case noire c3 · Fou blanc sur case blanche d3 · Pion blanc sur case noire e3 · Pion blanc sur case blanche a2 · Pion blanc sur case noire b2 · Pion blanc sur case blanche g2 · Pion blanc sur case noire h2 · Tour blanche sur case noire a1 · Cavalier blanc sur case blanche b1 · Fou blanc sur case noire c1 · Dame blanche sur case blanche d1 · Roi blanc sur case noire e1 · Cavalier blanc sur case noire g1 · Tour blanche sur case blanche h1 | Pion blanc sur case noire d4 · Pion blanc sur case noire f4 · Pion blanc sur case noire c3 · Fou blanc sur case blanche d3 · Pion blanc sur case noire e3 · Pion blanc sur case blanche a2 · Pion blanc sur case noire b2 · Pion blanc sur case blanche g2 · Pion blanc sur case noire h2 · Tour blanche sur case noire a1 · Cavalier blanc sur case blanche b1 · Fou blanc sur case noire c1 · Dame blanche sur case blanche d1 · Roi blanc sur case noire e1 · Cavalier blanc sur case noire g1 · Tour blanche sur case blanche h1 | Pion blanc sur case noire d4 · Pion blanc sur case noire f4 · Pion blanc sur case noire c3 · Fou blanc sur case blanche d3 · Pion blanc sur case noire e3 · Pion blanc sur case blanche a2 · Pion blanc sur case noire b2 · Pion blanc sur case blanche g2 · Pion blanc sur case noire h2 · Tour blanche sur case noire a1 · Cavalier blanc sur case blanche b1 · Fou blanc sur case noire c1 · Dame blanche sur case blanche d1 · Roi blanc sur case noire e1 · Cavalier blanc sur case noire g1 · Tour blanche sur case blanche h1 | Pion blanc sur case noire d4 · Pion blanc sur case noire f4 · Pion blanc sur case noire c3 · Fou blanc sur case blanche d3 · Pion blanc sur case noire e3 · Pion blanc sur case blanche a2 · Pion blanc sur case noire b2 · Pion blanc sur case blanche g2 · Pion blanc sur case noire h2 · Tour blanche sur case noire a1 · Cavalier blanc sur case blanche b1 · Fou blanc sur case noire c1 · Dame blanche sur case blanche d1 · Roi blanc sur case noire e1 · Cavalier blanc sur case noire g1 · Tour blanche sur case blanche h1 | Pion blanc sur case noire d4 · Pion blanc sur case noire f4 · Pion blanc sur case noire c3 · Fou blanc sur case blanche d3 · Pion blanc sur case noire e3 · Pion blanc sur case blanche a2 · Pion blanc sur case noire b2 · Pion blanc sur case blanche g2 · Pion blanc sur case noire h2 · Tour blanche sur case noire a1 · Cavalier blanc sur case blanche b1 · Fou blanc sur case noire c1 · Dame blanche sur case blanche d1 · Roi blanc sur case noire e1 · Cavalier blanc sur case noire g1 · Tour blanche sur case blanche h1 | Pion blanc sur case noire d4 · Pion blanc sur case noire f4 · Pion blanc sur case noire c3 · Fou blanc sur case blanche d3 · Pion blanc sur case noire e3 · Pion blanc sur case blanche a2 · Pion blanc sur case noire b2 · Pion blanc sur case blanche g2 · Pion blanc sur case noire h2 · Tour blanche sur case noire a1 · Cavalier blanc sur case blanche b1 · Fou blanc sur case noire c1 · Dame blanche sur case blanche d1 · Roi blanc sur case noire e1 · Cavalier blanc sur case noire g1 · Tour blanche sur case blanche h1 | Pion blanc sur case noire d4 · Pion blanc sur case noire f4 · Pion blanc sur case noire c3 · Fou blanc sur case blanche d3 · Pion blanc sur case noire e3 · Pion blanc sur case blanche a2 · Pion blanc sur case noire b2 · Pion blanc sur case blanche g2 · Pion blanc sur case noire h2 · Tour blanche sur case noire a1 · Cavalier blanc sur case blanche b1 · Fou blanc sur case noire c1 · Dame blanche sur case blanche d1 · Roi blanc sur case noire e1 · Cavalier blanc sur case noire g1 · Tour blanche sur case blanche h1 | 2 |
| 1 | Pion blanc sur case noire d4 · Pion blanc sur case noire f4 · Pion blanc sur case noire c3 · Fou blanc sur case blanche d3 · Pion blanc sur case noire e3 · Pion blanc sur case blanche a2 · Pion blanc sur case noire b2 · Pion blanc sur case blanche g2 · Pion blanc sur case noire h2 · Tour blanche sur case noire a1 · Cavalier blanc sur case blanche b1 · Fou blanc sur case noire c1 · Dame blanche sur case blanche d1 · Roi blanc sur case noire e1 · Cavalier blanc sur case noire g1 · Tour blanche sur case blanche h1 | Pion blanc sur case noire d4 · Pion blanc sur case noire f4 · Pion blanc sur case noire c3 · Fou blanc sur case blanche d3 · Pion blanc sur case noire e3 · Pion blanc sur case blanche a2 · Pion blanc sur case noire b2 · Pion blanc sur case blanche g2 · Pion blanc sur case noire h2 · Tour blanche sur case noire a1 · Cavalier blanc sur case blanche b1 · Fou blanc sur case noire c1 · Dame blanche sur case blanche d1 · Roi blanc sur case noire e1 · Cavalier blanc sur case noire g1 · Tour blanche sur case blanche h1 | Pion blanc sur case noire d4 · Pion blanc sur case noire f4 · Pion blanc sur case noire c3 · Fou blanc sur case blanche d3 · Pion blanc sur case noire e3 · Pion blanc sur case blanche a2 · Pion blanc sur case noire b2 · Pion blanc sur case blanche g2 · Pion blanc sur case noire h2 · Tour blanche sur case noire a1 · Cavalier blanc sur case blanche b1 · Fou blanc sur case noire c1 · Dame blanche sur case blanche d1 · Roi blanc sur case noire e1 · Cavalier blanc sur case noire g1 · Tour blanche sur case blanche h1 | Pion blanc sur case noire d4 · Pion blanc sur case noire f4 · Pion blanc sur case noire c3 · Fou blanc sur case blanche d3 · Pion blanc sur case noire e3 · Pion blanc sur case blanche a2 · Pion blanc sur case noire b2 · Pion blanc sur case blanche g2 · Pion blanc sur case noire h2 · Tour blanche sur case noire a1 · Cavalier blanc sur case blanche b1 · Fou blanc sur case noire c1 · Dame blanche sur case blanche d1 · Roi blanc sur case noire e1 · Cavalier blanc sur case noire g1 · Tour blanche sur case blanche h1 | Pion blanc sur case noire d4 · Pion blanc sur case noire f4 · Pion blanc sur case noire c3 · Fou blanc sur case blanche d3 · Pion blanc sur case noire e3 · Pion blanc sur case blanche a2 · Pion blanc sur case noire b2 · Pion blanc sur case blanche g2 · Pion blanc sur case noire h2 · Tour blanche sur case noire a1 · Cavalier blanc sur case blanche b1 · Fou blanc sur case noire c1 · Dame blanche sur case blanche d1 · Roi blanc sur case noire e1 · Cavalier blanc sur case noire g1 · Tour blanche sur case blanche h1 | Pion blanc sur case noire d4 · Pion blanc sur case noire f4 · Pion blanc sur case noire c3 · Fou blanc sur case blanche d3 · Pion blanc sur case noire e3 · Pion blanc sur case blanche a2 · Pion blanc sur case noire b2 · Pion blanc sur case blanche g2 · Pion blanc sur case noire h2 · Tour blanche sur case noire a1 · Cavalier blanc sur case blanche b1 · Fou blanc sur case noire c1 · Dame blanche sur case blanche d1 · Roi blanc sur case noire e1 · Cavalier blanc sur case noire g1 · Tour blanche sur case blanche h1 | Pion blanc sur case noire d4 · Pion blanc sur case noire f4 · Pion blanc sur case noire c3 · Fou blanc sur case blanche d3 · Pion blanc sur case noire e3 · Pion blanc sur case blanche a2 · Pion blanc sur case noire b2 · Pion blanc sur case blanche g2 · Pion blanc sur case noire h2 · Tour blanche sur case noire a1 · Cavalier blanc sur case blanche b1 · Fou blanc sur case noire c1 · Dame blanche sur case blanche d1 · Roi blanc sur case noire e1 · Cavalier blanc sur case noire g1 · Tour blanche sur case blanche h1 | Pion blanc sur case noire d4 · Pion blanc sur case noire f4 · Pion blanc sur case noire c3 · Fou blanc sur case blanche d3 · Pion blanc sur case noire e3 · Pion blanc sur case blanche a2 · Pion blanc sur case noire b2 · Pion blanc sur case blanche g2 · Pion blanc sur case noire h2 · Tour blanche sur case noire a1 · Cavalier blanc sur case blanche b1 · Fou blanc sur case noire c1 · Dame blanche sur case blanche d1 · Roi blanc sur case noire e1 · Cavalier blanc sur case noire g1 · Tour blanche sur case blanche h1 | 1 |
|   | a | b | c | d | e | f | g | h |   |

L'attaque Stonewall est un système d'ouverture au jeu d'échecs, caractérisé par les coups blancs 1.d4, 2.e3 3.f4 et 4.c3 habituellement suivis de 5.Fd3. Les coups ne sont pas toujours joués dans cet ordre. Les coups noirs peuvent varier. Dans certaines variantes de la défense hollandaise, les Noirs adoptent une défense symétrique (pions c6, d5, e6 et f5).

## Analyse
Stonewall signifie mur de pierre, et comme ce nom l'indique, elle est réputée assez solide. Si les Noirs ne réagissent pas avec assez d'énergie, les Blancs peuvent lancer une redoutable attaque sur le roi noir, typiquement avec Cf3-e5, l'avancée du pion g pour chasser le cavalier adverse, puis en sacrifiant le fou sur h7 avant d'amasser des pièces lourdes sur la colonne h. L'attaque est si violente que les Blancs ne prennent parfois pas la peine de mobiliser le cavalier b1 ni le fou c1. 
Les faiblesses de la formation Stonewall sont le trou en e4 et le fait que le fou c1 est bloqué par sa propre chaîne de pions. Si les Noirs se défendent de façon précise, ces faiblesses peuvent s'avérer sérieuses et c'est la raison pour laquelle on rencontre rarement cette ouverture à un haut niveau.
Les Noirs disposent de plusieurs façons de se défendre contre l'attaque Stonewall. Une possibilité est de placer un ou deux fous en fianchetto, le coup ...g6 annihilant les idées de Fxh7+. Les Noirs peuvent également jouer ...b6 puis ...Fa6 pour tenter d'échanger le dangereux fou de cases blanches adverse. Un développement rapide du fou de cases blanches en f5 contribue également à neutraliser l'attaque blanche.
Comme l'attaque Stonewall peut se produire avec de nombreuses réponses noires, la classification dans l'Encyclopédie des ouvertures d'échecs est complexe. On la trouve sous les codes D00 quand les Noirs jouent ...d5 face à son vis-à-vis d4. Si les Noirs ne jouent pas précocement ...d5, cette Partie du Pion Dame peut être classifiée sous A45 et A03 (le début Bird).

## Exemples de parties
- Un article de 1981 par Larry Evans dans Chess Life (en) donne l'exemple suivant du succès de l'attaque face à une faible défense des Noirs :

|   | a | b | c | d | e | f | g | h |   |
| 8 | Tour noire sur case blanche a8 · Tour noire sur case noire f8 · Roi noir sur case blanche g8 · Pion noir sur case noire a7 · Fou noir sur case blanche b7 · Dame noire sur case noire c7 · Cavalier noir sur case blanche d7 · Pion noir sur case noire g7 · Pion noir sur case noire b6 · Cavalier noir sur case blanche c6 · Fou noir sur case noire d6 · Pion noir sur case blanche e6 · Pion blanc sur case blanche g6 · Pion noir sur case noire c5 · Pion noir sur case blanche d5 · Pion noir sur case noire e5 · Dame blanche sur case blanche h5 · Pion blanc sur case noire d4 · Pion blanc sur case noire f4 · Pion blanc sur case noire c3 · Pion blanc sur case noire e3 · Tour blanche sur case blanche h3 · Pion blanc sur case blanche a2 · Pion blanc sur case noire b2 · Cavalier blanc sur case noire d2 · Pion blanc sur case noire h2 · Tour blanche sur case noire a1 · Fou blanc sur case noire c1 · Roi blanc sur case noire g1 | Tour noire sur case blanche a8 · Tour noire sur case noire f8 · Roi noir sur case blanche g8 · Pion noir sur case noire a7 · Fou noir sur case blanche b7 · Dame noire sur case noire c7 · Cavalier noir sur case blanche d7 · Pion noir sur case noire g7 · Pion noir sur case noire b6 · Cavalier noir sur case blanche c6 · Fou noir sur case noire d6 · Pion noir sur case blanche e6 · Pion blanc sur case blanche g6 · Pion noir sur case noire c5 · Pion noir sur case blanche d5 · Pion noir sur case noire e5 · Dame blanche sur case blanche h5 · Pion blanc sur case noire d4 · Pion blanc sur case noire f4 · Pion blanc sur case noire c3 · Pion blanc sur case noire e3 · Tour blanche sur case blanche h3 · Pion blanc sur case blanche a2 · Pion blanc sur case noire b2 · Cavalier blanc sur case noire d2 · Pion blanc sur case noire h2 · Tour blanche sur case noire a1 · Fou blanc sur case noire c1 · Roi blanc sur case noire g1 | Tour noire sur case blanche a8 · Tour noire sur case noire f8 · Roi noir sur case blanche g8 · Pion noir sur case noire a7 · Fou noir sur case blanche b7 · Dame noire sur case noire c7 · Cavalier noir sur case blanche d7 · Pion noir sur case noire g7 · Pion noir sur case noire b6 · Cavalier noir sur case blanche c6 · Fou noir sur case noire d6 · Pion noir sur case blanche e6 · Pion blanc sur case blanche g6 · Pion noir sur case noire c5 · Pion noir sur case blanche d5 · Pion noir sur case noire e5 · Dame blanche sur case blanche h5 · Pion blanc sur case noire d4 · Pion blanc sur case noire f4 · Pion blanc sur case noire c3 · Pion blanc sur case noire e3 · Tour blanche sur case blanche h3 · Pion blanc sur case blanche a2 · Pion blanc sur case noire b2 · Cavalier blanc sur case noire d2 · Pion blanc sur case noire h2 · Tour blanche sur case noire a1 · Fou blanc sur case noire c1 · Roi blanc sur case noire g1 | Tour noire sur case blanche a8 · Tour noire sur case noire f8 · Roi noir sur case blanche g8 · Pion noir sur case noire a7 · Fou noir sur case blanche b7 · Dame noire sur case noire c7 · Cavalier noir sur case blanche d7 · Pion noir sur case noire g7 · Pion noir sur case noire b6 · Cavalier noir sur case blanche c6 · Fou noir sur case noire d6 · Pion noir sur case blanche e6 · Pion blanc sur case blanche g6 · Pion noir sur case noire c5 · Pion noir sur case blanche d5 · Pion noir sur case noire e5 · Dame blanche sur case blanche h5 · Pion blanc sur case noire d4 · Pion blanc sur case noire f4 · Pion blanc sur case noire c3 · Pion blanc sur case noire e3 · Tour blanche sur case blanche h3 · Pion blanc sur case blanche a2 · Pion blanc sur case noire b2 · Cavalier blanc sur case noire d2 · Pion blanc sur case noire h2 · Tour blanche sur case noire a1 · Fou blanc sur case noire c1 · Roi blanc sur case noire g1 | Tour noire sur case blanche a8 · Tour noire sur case noire f8 · Roi noir sur case blanche g8 · Pion noir sur case noire a7 · Fou noir sur case blanche b7 · Dame noire sur case noire c7 · Cavalier noir sur case blanche d7 · Pion noir sur case noire g7 · Pion noir sur case noire b6 · Cavalier noir sur case blanche c6 · Fou noir sur case noire d6 · Pion noir sur case blanche e6 · Pion blanc sur case blanche g6 · Pion noir sur case noire c5 · Pion noir sur case blanche d5 · Pion noir sur case noire e5 · Dame blanche sur case blanche h5 · Pion blanc sur case noire d4 · Pion blanc sur case noire f4 · Pion blanc sur case noire c3 · Pion blanc sur case noire e3 · Tour blanche sur case blanche h3 · Pion blanc sur case blanche a2 · Pion blanc sur case noire b2 · Cavalier blanc sur case noire d2 · Pion blanc sur case noire h2 · Tour blanche sur case noire a1 · Fou blanc sur case noire c1 · Roi blanc sur case noire g1 | Tour noire sur case blanche a8 · Tour noire sur case noire f8 · Roi noir sur case blanche g8 · Pion noir sur case noire a7 · Fou noir sur case blanche b7 · Dame noire sur case noire c7 · Cavalier noir sur case blanche d7 · Pion noir sur case noire g7 · Pion noir sur case noire b6 · Cavalier noir sur case blanche c6 · Fou noir sur case noire d6 · Pion noir sur case blanche e6 · Pion blanc sur case blanche g6 · Pion noir sur case noire c5 · Pion noir sur case blanche d5 · Pion noir sur case noire e5 · Dame blanche sur case blanche h5 · Pion blanc sur case noire d4 · Pion blanc sur case noire f4 · Pion blanc sur case noire c3 · Pion blanc sur case noire e3 · Tour blanche sur case blanche h3 · Pion blanc sur case blanche a2 · Pion blanc sur case noire b2 · Cavalier blanc sur case noire d2 · Pion blanc sur case noire h2 · Tour blanche sur case noire a1 · Fou blanc sur case noire c1 · Roi blanc sur case noire g1 | Tour noire sur case blanche a8 · Tour noire sur case noire f8 · Roi noir sur case blanche g8 · Pion noir sur case noire a7 · Fou noir sur case blanche b7 · Dame noire sur case noire c7 · Cavalier noir sur case blanche d7 · Pion noir sur case noire g7 · Pion noir sur case noire b6 · Cavalier noir sur case blanche c6 · Fou noir sur case noire d6 · Pion noir sur case blanche e6 · Pion blanc sur case blanche g6 · Pion noir sur case noire c5 · Pion noir sur case blanche d5 · Pion noir sur case noire e5 · Dame blanche sur case blanche h5 · Pion blanc sur case noire d4 · Pion blanc sur case noire f4 · Pion blanc sur case noire c3 · Pion blanc sur case noire e3 · Tour blanche sur case blanche h3 · Pion blanc sur case blanche a2 · Pion blanc sur case noire b2 · Cavalier blanc sur case noire d2 · Pion blanc sur case noire h2 · Tour blanche sur case noire a1 · Fou blanc sur case noire c1 · Roi blanc sur case noire g1 | Tour noire sur case blanche a8 · Tour noire sur case noire f8 · Roi noir sur case blanche g8 · Pion noir sur case noire a7 · Fou noir sur case blanche b7 · Dame noire sur case noire c7 · Cavalier noir sur case blanche d7 · Pion noir sur case noire g7 · Pion noir sur case noire b6 · Cavalier noir sur case blanche c6 · Fou noir sur case noire d6 · Pion noir sur case blanche e6 · Pion blanc sur case blanche g6 · Pion noir sur case noire c5 · Pion noir sur case blanche d5 · Pion noir sur case noire e5 · Dame blanche sur case blanche h5 · Pion blanc sur case noire d4 · Pion blanc sur case noire f4 · Pion blanc sur case noire c3 · Pion blanc sur case noire e3 · Tour blanche sur case blanche h3 · Pion blanc sur case blanche a2 · Pion blanc sur case noire b2 · Cavalier blanc sur case noire d2 · Pion blanc sur case noire h2 · Tour blanche sur case noire a1 · Fou blanc sur case noire c1 · Roi blanc sur case noire g1 | 8 |
| 7 | Tour noire sur case blanche a8 · Tour noire sur case noire f8 · Roi noir sur case blanche g8 · Pion noir sur case noire a7 · Fou noir sur case blanche b7 · Dame noire sur case noire c7 · Cavalier noir sur case blanche d7 · Pion noir sur case noire g7 · Pion noir sur case noire b6 · Cavalier noir sur case blanche c6 · Fou noir sur case noire d6 · Pion noir sur case blanche e6 · Pion blanc sur case blanche g6 · Pion noir sur case noire c5 · Pion noir sur case blanche d5 · Pion noir sur case noire e5 · Dame blanche sur case blanche h5 · Pion blanc sur case noire d4 · Pion blanc sur case noire f4 · Pion blanc sur case noire c3 · Pion blanc sur case noire e3 · Tour blanche sur case blanche h3 · Pion blanc sur case blanche a2 · Pion blanc sur case noire b2 · Cavalier blanc sur case noire d2 · Pion blanc sur case noire h2 · Tour blanche sur case noire a1 · Fou blanc sur case noire c1 · Roi blanc sur case noire g1 | Tour noire sur case blanche a8 · Tour noire sur case noire f8 · Roi noir sur case blanche g8 · Pion noir sur case noire a7 · Fou noir sur case blanche b7 · Dame noire sur case noire c7 · Cavalier noir sur case blanche d7 · Pion noir sur case noire g7 · Pion noir sur case noire b6 · Cavalier noir sur case blanche c6 · Fou noir sur case noire d6 · Pion noir sur case blanche e6 · Pion blanc sur case blanche g6 · Pion noir sur case noire c5 · Pion noir sur case blanche d5 · Pion noir sur case noire e5 · Dame blanche sur case blanche h5 · Pion blanc sur case noire d4 · Pion blanc sur case noire f4 · Pion blanc sur case noire c3 · Pion blanc sur case noire e3 · Tour blanche sur case blanche h3 · Pion blanc sur case blanche a2 · Pion blanc sur case noire b2 · Cavalier blanc sur case noire d2 · Pion blanc sur case noire h2 · Tour blanche sur case noire a1 · Fou blanc sur case noire c1 · Roi blanc sur case noire g1 | Tour noire sur case blanche a8 · Tour noire sur case noire f8 · Roi noir sur case blanche g8 · Pion noir sur case noire a7 · Fou noir sur case blanche b7 · Dame noire sur case noire c7 · Cavalier noir sur case blanche d7 · Pion noir sur case noire g7 · Pion noir sur case noire b6 · Cavalier noir sur case blanche c6 · Fou noir sur case noire d6 · Pion noir sur case blanche e6 · Pion blanc sur case blanche g6 · Pion noir sur case noire c5 · Pion noir sur case blanche d5 · Pion noir sur case noire e5 · Dame blanche sur case blanche h5 · Pion blanc sur case noire d4 · Pion blanc sur case noire f4 · Pion blanc sur case noire c3 · Pion blanc sur case noire e3 · Tour blanche sur case blanche h3 · Pion blanc sur case blanche a2 · Pion blanc sur case noire b2 · Cavalier blanc sur case noire d2 · Pion blanc sur case noire h2 · Tour blanche sur case noire a1 · Fou blanc sur case noire c1 · Roi blanc sur case noire g1 | Tour noire sur case blanche a8 · Tour noire sur case noire f8 · Roi noir sur case blanche g8 · Pion noir sur case noire a7 · Fou noir sur case blanche b7 · Dame noire sur case noire c7 · Cavalier noir sur case blanche d7 · Pion noir sur case noire g7 · Pion noir sur case noire b6 · Cavalier noir sur case blanche c6 · Fou noir sur case noire d6 · Pion noir sur case blanche e6 · Pion blanc sur case blanche g6 · Pion noir sur case noire c5 · Pion noir sur case blanche d5 · Pion noir sur case noire e5 · Dame blanche sur case blanche h5 · Pion blanc sur case noire d4 · Pion blanc sur case noire f4 · Pion blanc sur case noire c3 · Pion blanc sur case noire e3 · Tour blanche sur case blanche h3 · Pion blanc sur case blanche a2 · Pion blanc sur case noire b2 · Cavalier blanc sur case noire d2 · Pion blanc sur case noire h2 · Tour blanche sur case noire a1 · Fou blanc sur case noire c1 · Roi blanc sur case noire g1 | Tour noire sur case blanche a8 · Tour noire sur case noire f8 · Roi noir sur case blanche g8 · Pion noir sur case noire a7 · Fou noir sur case blanche b7 · Dame noire sur case noire c7 · Cavalier noir sur case blanche d7 · Pion noir sur case noire g7 · Pion noir sur case noire b6 · Cavalier noir sur case blanche c6 · Fou noir sur case noire d6 · Pion noir sur case blanche e6 · Pion blanc sur case blanche g6 · Pion noir sur case noire c5 · Pion noir sur case blanche d5 · Pion noir sur case noire e5 · Dame blanche sur case blanche h5 · Pion blanc sur case noire d4 · Pion blanc sur case noire f4 · Pion blanc sur case noire c3 · Pion blanc sur case noire e3 · Tour blanche sur case blanche h3 · Pion blanc sur case blanche a2 · Pion blanc sur case noire b2 · Cavalier blanc sur case noire d2 · Pion blanc sur case noire h2 · Tour blanche sur case noire a1 · Fou blanc sur case noire c1 · Roi blanc sur case noire g1 | Tour noire sur case blanche a8 · Tour noire sur case noire f8 · Roi noir sur case blanche g8 · Pion noir sur case noire a7 · Fou noir sur case blanche b7 · Dame noire sur case noire c7 · Cavalier noir sur case blanche d7 · Pion noir sur case noire g7 · Pion noir sur case noire b6 · Cavalier noir sur case blanche c6 · Fou noir sur case noire d6 · Pion noir sur case blanche e6 · Pion blanc sur case blanche g6 · Pion noir sur case noire c5 · Pion noir sur case blanche d5 · Pion noir sur case noire e5 · Dame blanche sur case blanche h5 · Pion blanc sur case noire d4 · Pion blanc sur case noire f4 · Pion blanc sur case noire c3 · Pion blanc sur case noire e3 · Tour blanche sur case blanche h3 · Pion blanc sur case blanche a2 · Pion blanc sur case noire b2 · Cavalier blanc sur case noire d2 · Pion blanc sur case noire h2 · Tour blanche sur case noire a1 · Fou blanc sur case noire c1 · Roi blanc sur case noire g1 | Tour noire sur case blanche a8 · Tour noire sur case noire f8 · Roi noir sur case blanche g8 · Pion noir sur case noire a7 · Fou noir sur case blanche b7 · Dame noire sur case noire c7 · Cavalier noir sur case blanche d7 · Pion noir sur case noire g7 · Pion noir sur case noire b6 · Cavalier noir sur case blanche c6 · Fou noir sur case noire d6 · Pion noir sur case blanche e6 · Pion blanc sur case blanche g6 · Pion noir sur case noire c5 · Pion noir sur case blanche d5 · Pion noir sur case noire e5 · Dame blanche sur case blanche h5 · Pion blanc sur case noire d4 · Pion blanc sur case noire f4 · Pion blanc sur case noire c3 · Pion blanc sur case noire e3 · Tour blanche sur case blanche h3 · Pion blanc sur case blanche a2 · Pion blanc sur case noire b2 · Cavalier blanc sur case noire d2 · Pion blanc sur case noire h2 · Tour blanche sur case noire a1 · Fou blanc sur case noire c1 · Roi blanc sur case noire g1 | Tour noire sur case blanche a8 · Tour noire sur case noire f8 · Roi noir sur case blanche g8 · Pion noir sur case noire a7 · Fou noir sur case blanche b7 · Dame noire sur case noire c7 · Cavalier noir sur case blanche d7 · Pion noir sur case noire g7 · Pion noir sur case noire b6 · Cavalier noir sur case blanche c6 · Fou noir sur case noire d6 · Pion noir sur case blanche e6 · Pion blanc sur case blanche g6 · Pion noir sur case noire c5 · Pion noir sur case blanche d5 · Pion noir sur case noire e5 · Dame blanche sur case blanche h5 · Pion blanc sur case noire d4 · Pion blanc sur case noire f4 · Pion blanc sur case noire c3 · Pion blanc sur case noire e3 · Tour blanche sur case blanche h3 · Pion blanc sur case blanche a2 · Pion blanc sur case noire b2 · Cavalier blanc sur case noire d2 · Pion blanc sur case noire h2 · Tour blanche sur case noire a1 · Fou blanc sur case noire c1 · Roi blanc sur case noire g1 | 7 |
| 6 | Tour noire sur case blanche a8 · Tour noire sur case noire f8 · Roi noir sur case blanche g8 · Pion noir sur case noire a7 · Fou noir sur case blanche b7 · Dame noire sur case noire c7 · Cavalier noir sur case blanche d7 · Pion noir sur case noire g7 · Pion noir sur case noire b6 · Cavalier noir sur case blanche c6 · Fou noir sur case noire d6 · Pion noir sur case blanche e6 · Pion blanc sur case blanche g6 · Pion noir sur case noire c5 · Pion noir sur case blanche d5 · Pion noir sur case noire e5 · Dame blanche sur case blanche h5 · Pion blanc sur case noire d4 · Pion blanc sur case noire f4 · Pion blanc sur case noire c3 · Pion blanc sur case noire e3 · Tour blanche sur case blanche h3 · Pion blanc sur case blanche a2 · Pion blanc sur case noire b2 · Cavalier blanc sur case noire d2 · Pion blanc sur case noire h2 · Tour blanche sur case noire a1 · Fou blanc sur case noire c1 · Roi blanc sur case noire g1 | Tour noire sur case blanche a8 · Tour noire sur case noire f8 · Roi noir sur case blanche g8 · Pion noir sur case noire a7 · Fou noir sur case blanche b7 · Dame noire sur case noire c7 · Cavalier noir sur case blanche d7 · Pion noir sur case noire g7 · Pion noir sur case noire b6 · Cavalier noir sur case blanche c6 · Fou noir sur case noire d6 · Pion noir sur case blanche e6 · Pion blanc sur case blanche g6 · Pion noir sur case noire c5 · Pion noir sur case blanche d5 · Pion noir sur case noire e5 · Dame blanche sur case blanche h5 · Pion blanc sur case noire d4 · Pion blanc sur case noire f4 · Pion blanc sur case noire c3 · Pion blanc sur case noire e3 · Tour blanche sur case blanche h3 · Pion blanc sur case blanche a2 · Pion blanc sur case noire b2 · Cavalier blanc sur case noire d2 · Pion blanc sur case noire h2 · Tour blanche sur case noire a1 · Fou blanc sur case noire c1 · Roi blanc sur case noire g1 | Tour noire sur case blanche a8 · Tour noire sur case noire f8 · Roi noir sur case blanche g8 · Pion noir sur case noire a7 · Fou noir sur case blanche b7 · Dame noire sur case noire c7 · Cavalier noir sur case blanche d7 · Pion noir sur case noire g7 · Pion noir sur case noire b6 · Cavalier noir sur case blanche c6 · Fou noir sur case noire d6 · Pion noir sur case blanche e6 · Pion blanc sur case blanche g6 · Pion noir sur case noire c5 · Pion noir sur case blanche d5 · Pion noir sur case noire e5 · Dame blanche sur case blanche h5 · Pion blanc sur case noire d4 · Pion blanc sur case noire f4 · Pion blanc sur case noire c3 · Pion blanc sur case noire e3 · Tour blanche sur case blanche h3 · Pion blanc sur case blanche a2 · Pion blanc sur case noire b2 · Cavalier blanc sur case noire d2 · Pion blanc sur case noire h2 · Tour blanche sur case noire a1 · Fou blanc sur case noire c1 · Roi blanc sur case noire g1 | Tour noire sur case blanche a8 · Tour noire sur case noire f8 · Roi noir sur case blanche g8 · Pion noir sur case noire a7 · Fou noir sur case blanche b7 · Dame noire sur case noire c7 · Cavalier noir sur case blanche d7 · Pion noir sur case noire g7 · Pion noir sur case noire b6 · Cavalier noir sur case blanche c6 · Fou noir sur case noire d6 · Pion noir sur case blanche e6 · Pion blanc sur case blanche g6 · Pion noir sur case noire c5 · Pion noir sur case blanche d5 · Pion noir sur case noire e5 · Dame blanche sur case blanche h5 · Pion blanc sur case noire d4 · Pion blanc sur case noire f4 · Pion blanc sur case noire c3 · Pion blanc sur case noire e3 · Tour blanche sur case blanche h3 · Pion blanc sur case blanche a2 · Pion blanc sur case noire b2 · Cavalier blanc sur case noire d2 · Pion blanc sur case noire h2 · Tour blanche sur case noire a1 · Fou blanc sur case noire c1 · Roi blanc sur case noire g1 | Tour noire sur case blanche a8 · Tour noire sur case noire f8 · Roi noir sur case blanche g8 · Pion noir sur case noire a7 · Fou noir sur case blanche b7 · Dame noire sur case noire c7 · Cavalier noir sur case blanche d7 · Pion noir sur case noire g7 · Pion noir sur case noire b6 · Cavalier noir sur case blanche c6 · Fou noir sur case noire d6 · Pion noir sur case blanche e6 · Pion blanc sur case blanche g6 · Pion noir sur case noire c5 · Pion noir sur case blanche d5 · Pion noir sur case noire e5 · Dame blanche sur case blanche h5 · Pion blanc sur case noire d4 · Pion blanc sur case noire f4 · Pion blanc sur case noire c3 · Pion blanc sur case noire e3 · Tour blanche sur case blanche h3 · Pion blanc sur case blanche a2 · Pion blanc sur case noire b2 · Cavalier blanc sur case noire d2 · Pion blanc sur case noire h2 · Tour blanche sur case noire a1 · Fou blanc sur case noire c1 · Roi blanc sur case noire g1 | Tour noire sur case blanche a8 · Tour noire sur case noire f8 · Roi noir sur case blanche g8 · Pion noir sur case noire a7 · Fou noir sur case blanche b7 · Dame noire sur case noire c7 · Cavalier noir sur case blanche d7 · Pion noir sur case noire g7 · Pion noir sur case noire b6 · Cavalier noir sur case blanche c6 · Fou noir sur case noire d6 · Pion noir sur case blanche e6 · Pion blanc sur case blanche g6 · Pion noir sur case noire c5 · Pion noir sur case blanche d5 · Pion noir sur case noire e5 · Dame blanche sur case blanche h5 · Pion blanc sur case noire d4 · Pion blanc sur case noire f4 · Pion blanc sur case noire c3 · Pion blanc sur case noire e3 · Tour blanche sur case blanche h3 · Pion blanc sur case blanche a2 · Pion blanc sur case noire b2 · Cavalier blanc sur case noire d2 · Pion blanc sur case noire h2 · Tour blanche sur case noire a1 · Fou blanc sur case noire c1 · Roi blanc sur case noire g1 | Tour noire sur case blanche a8 · Tour noire sur case noire f8 · Roi noir sur case blanche g8 · Pion noir sur case noire a7 · Fou noir sur case blanche b7 · Dame noire sur case noire c7 · Cavalier noir sur case blanche d7 · Pion noir sur case noire g7 · Pion noir sur case noire b6 · Cavalier noir sur case blanche c6 · Fou noir sur case noire d6 · Pion noir sur case blanche e6 · Pion blanc sur case blanche g6 · Pion noir sur case noire c5 · Pion noir sur case blanche d5 · Pion noir sur case noire e5 · Dame blanche sur case blanche h5 · Pion blanc sur case noire d4 · Pion blanc sur case noire f4 · Pion blanc sur case noire c3 · Pion blanc sur case noire e3 · Tour blanche sur case blanche h3 · Pion blanc sur case blanche a2 · Pion blanc sur case noire b2 · Cavalier blanc sur case noire d2 · Pion blanc sur case noire h2 · Tour blanche sur case noire a1 · Fou blanc sur case noire c1 · Roi blanc sur case noire g1 | Tour noire sur case blanche a8 · Tour noire sur case noire f8 · Roi noir sur case blanche g8 · Pion noir sur case noire a7 · Fou noir sur case blanche b7 · Dame noire sur case noire c7 · Cavalier noir sur case blanche d7 · Pion noir sur case noire g7 · Pion noir sur case noire b6 · Cavalier noir sur case blanche c6 · Fou noir sur case noire d6 · Pion noir sur case blanche e6 · Pion blanc sur case blanche g6 · Pion noir sur case noire c5 · Pion noir sur case blanche d5 · Pion noir sur case noire e5 · Dame blanche sur case blanche h5 · Pion blanc sur case noire d4 · Pion blanc sur case noire f4 · Pion blanc sur case noire c3 · Pion blanc sur case noire e3 · Tour blanche sur case blanche h3 · Pion blanc sur case blanche a2 · Pion blanc sur case noire b2 · Cavalier blanc sur case noire d2 · Pion blanc sur case noire h2 · Tour blanche sur case noire a1 · Fou blanc sur case noire c1 · Roi blanc sur case noire g1 | 6 |
| 5 | Tour noire sur case blanche a8 · Tour noire sur case noire f8 · Roi noir sur case blanche g8 · Pion noir sur case noire a7 · Fou noir sur case blanche b7 · Dame noire sur case noire c7 · Cavalier noir sur case blanche d7 · Pion noir sur case noire g7 · Pion noir sur case noire b6 · Cavalier noir sur case blanche c6 · Fou noir sur case noire d6 · Pion noir sur case blanche e6 · Pion blanc sur case blanche g6 · Pion noir sur case noire c5 · Pion noir sur case blanche d5 · Pion noir sur case noire e5 · Dame blanche sur case blanche h5 · Pion blanc sur case noire d4 · Pion blanc sur case noire f4 · Pion blanc sur case noire c3 · Pion blanc sur case noire e3 · Tour blanche sur case blanche h3 · Pion blanc sur case blanche a2 · Pion blanc sur case noire b2 · Cavalier blanc sur case noire d2 · Pion blanc sur case noire h2 · Tour blanche sur case noire a1 · Fou blanc sur case noire c1 · Roi blanc sur case noire g1 | Tour noire sur case blanche a8 · Tour noire sur case noire f8 · Roi noir sur case blanche g8 · Pion noir sur case noire a7 · Fou noir sur case blanche b7 · Dame noire sur case noire c7 · Cavalier noir sur case blanche d7 · Pion noir sur case noire g7 · Pion noir sur case noire b6 · Cavalier noir sur case blanche c6 · Fou noir sur case noire d6 · Pion noir sur case blanche e6 · Pion blanc sur case blanche g6 · Pion noir sur case noire c5 · Pion noir sur case blanche d5 · Pion noir sur case noire e5 · Dame blanche sur case blanche h5 · Pion blanc sur case noire d4 · Pion blanc sur case noire f4 · Pion blanc sur case noire c3 · Pion blanc sur case noire e3 · Tour blanche sur case blanche h3 · Pion blanc sur case blanche a2 · Pion blanc sur case noire b2 · Cavalier blanc sur case noire d2 · Pion blanc sur case noire h2 · Tour blanche sur case noire a1 · Fou blanc sur case noire c1 · Roi blanc sur case noire g1 | Tour noire sur case blanche a8 · Tour noire sur case noire f8 · Roi noir sur case blanche g8 · Pion noir sur case noire a7 · Fou noir sur case blanche b7 · Dame noire sur case noire c7 · Cavalier noir sur case blanche d7 · Pion noir sur case noire g7 · Pion noir sur case noire b6 · Cavalier noir sur case blanche c6 · Fou noir sur case noire d6 · Pion noir sur case blanche e6 · Pion blanc sur case blanche g6 · Pion noir sur case noire c5 · Pion noir sur case blanche d5 · Pion noir sur case noire e5 · Dame blanche sur case blanche h5 · Pion blanc sur case noire d4 · Pion blanc sur case noire f4 · Pion blanc sur case noire c3 · Pion blanc sur case noire e3 · Tour blanche sur case blanche h3 · Pion blanc sur case blanche a2 · Pion blanc sur case noire b2 · Cavalier blanc sur case noire d2 · Pion blanc sur case noire h2 · Tour blanche sur case noire a1 · Fou blanc sur case noire c1 · Roi blanc sur case noire g1 | Tour noire sur case blanche a8 · Tour noire sur case noire f8 · Roi noir sur case blanche g8 · Pion noir sur case noire a7 · Fou noir sur case blanche b7 · Dame noire sur case noire c7 · Cavalier noir sur case blanche d7 · Pion noir sur case noire g7 · Pion noir sur case noire b6 · Cavalier noir sur case blanche c6 · Fou noir sur case noire d6 · Pion noir sur case blanche e6 · Pion blanc sur case blanche g6 · Pion noir sur case noire c5 · Pion noir sur case blanche d5 · Pion noir sur case noire e5 · Dame blanche sur case blanche h5 · Pion blanc sur case noire d4 · Pion blanc sur case noire f4 · Pion blanc sur case noire c3 · Pion blanc sur case noire e3 · Tour blanche sur case blanche h3 · Pion blanc sur case blanche a2 · Pion blanc sur case noire b2 · Cavalier blanc sur case noire d2 · Pion blanc sur case noire h2 · Tour blanche sur case noire a1 · Fou blanc sur case noire c1 · Roi blanc sur case noire g1 | Tour noire sur case blanche a8 · Tour noire sur case noire f8 · Roi noir sur case blanche g8 · Pion noir sur case noire a7 · Fou noir sur case blanche b7 · Dame noire sur case noire c7 · Cavalier noir sur case blanche d7 · Pion noir sur case noire g7 · Pion noir sur case noire b6 · Cavalier noir sur case blanche c6 · Fou noir sur case noire d6 · Pion noir sur case blanche e6 · Pion blanc sur case blanche g6 · Pion noir sur case noire c5 · Pion noir sur case blanche d5 · Pion noir sur case noire e5 · Dame blanche sur case blanche h5 · Pion blanc sur case noire d4 · Pion blanc sur case noire f4 · Pion blanc sur case noire c3 · Pion blanc sur case noire e3 · Tour blanche sur case blanche h3 · Pion blanc sur case blanche a2 · Pion blanc sur case noire b2 · Cavalier blanc sur case noire d2 · Pion blanc sur case noire h2 · Tour blanche sur case noire a1 · Fou blanc sur case noire c1 · Roi blanc sur case noire g1 | Tour noire sur case blanche a8 · Tour noire sur case noire f8 · Roi noir sur case blanche g8 · Pion noir sur case noire a7 · Fou noir sur case blanche b7 · Dame noire sur case noire c7 · Cavalier noir sur case blanche d7 · Pion noir sur case noire g7 · Pion noir sur case noire b6 · Cavalier noir sur case blanche c6 · Fou noir sur case noire d6 · Pion noir sur case blanche e6 · Pion blanc sur case blanche g6 · Pion noir sur case noire c5 · Pion noir sur case blanche d5 · Pion noir sur case noire e5 · Dame blanche sur case blanche h5 · Pion blanc sur case noire d4 · Pion blanc sur case noire f4 · Pion blanc sur case noire c3 · Pion blanc sur case noire e3 · Tour blanche sur case blanche h3 · Pion blanc sur case blanche a2 · Pion blanc sur case noire b2 · Cavalier blanc sur case noire d2 · Pion blanc sur case noire h2 · Tour blanche sur case noire a1 · Fou blanc sur case noire c1 · Roi blanc sur case noire g1 | Tour noire sur case blanche a8 · Tour noire sur case noire f8 · Roi noir sur case blanche g8 · Pion noir sur case noire a7 · Fou noir sur case blanche b7 · Dame noire sur case noire c7 · Cavalier noir sur case blanche d7 · Pion noir sur case noire g7 · Pion noir sur case noire b6 · Cavalier noir sur case blanche c6 · Fou noir sur case noire d6 · Pion noir sur case blanche e6 · Pion blanc sur case blanche g6 · Pion noir sur case noire c5 · Pion noir sur case blanche d5 · Pion noir sur case noire e5 · Dame blanche sur case blanche h5 · Pion blanc sur case noire d4 · Pion blanc sur case noire f4 · Pion blanc sur case noire c3 · Pion blanc sur case noire e3 · Tour blanche sur case blanche h3 · Pion blanc sur case blanche a2 · Pion blanc sur case noire b2 · Cavalier blanc sur case noire d2 · Pion blanc sur case noire h2 · Tour blanche sur case noire a1 · Fou blanc sur case noire c1 · Roi blanc sur case noire g1 | Tour noire sur case blanche a8 · Tour noire sur case noire f8 · Roi noir sur case blanche g8 · Pion noir sur case noire a7 · Fou noir sur case blanche b7 · Dame noire sur case noire c7 · Cavalier noir sur case blanche d7 · Pion noir sur case noire g7 · Pion noir sur case noire b6 · Cavalier noir sur case blanche c6 · Fou noir sur case noire d6 · Pion noir sur case blanche e6 · Pion blanc sur case blanche g6 · Pion noir sur case noire c5 · Pion noir sur case blanche d5 · Pion noir sur case noire e5 · Dame blanche sur case blanche h5 · Pion blanc sur case noire d4 · Pion blanc sur case noire f4 · Pion blanc sur case noire c3 · Pion blanc sur case noire e3 · Tour blanche sur case blanche h3 · Pion blanc sur case blanche a2 · Pion blanc sur case noire b2 · Cavalier blanc sur case noire d2 · Pion blanc sur case noire h2 · Tour blanche sur case noire a1 · Fou blanc sur case noire c1 · Roi blanc sur case noire g1 | 5 |
| 4 | Tour noire sur case blanche a8 · Tour noire sur case noire f8 · Roi noir sur case blanche g8 · Pion noir sur case noire a7 · Fou noir sur case blanche b7 · Dame noire sur case noire c7 · Cavalier noir sur case blanche d7 · Pion noir sur case noire g7 · Pion noir sur case noire b6 · Cavalier noir sur case blanche c6 · Fou noir sur case noire d6 · Pion noir sur case blanche e6 · Pion blanc sur case blanche g6 · Pion noir sur case noire c5 · Pion noir sur case blanche d5 · Pion noir sur case noire e5 · Dame blanche sur case blanche h5 · Pion blanc sur case noire d4 · Pion blanc sur case noire f4 · Pion blanc sur case noire c3 · Pion blanc sur case noire e3 · Tour blanche sur case blanche h3 · Pion blanc sur case blanche a2 · Pion blanc sur case noire b2 · Cavalier blanc sur case noire d2 · Pion blanc sur case noire h2 · Tour blanche sur case noire a1 · Fou blanc sur case noire c1 · Roi blanc sur case noire g1 | Tour noire sur case blanche a8 · Tour noire sur case noire f8 · Roi noir sur case blanche g8 · Pion noir sur case noire a7 · Fou noir sur case blanche b7 · Dame noire sur case noire c7 · Cavalier noir sur case blanche d7 · Pion noir sur case noire g7 · Pion noir sur case noire b6 · Cavalier noir sur case blanche c6 · Fou noir sur case noire d6 · Pion noir sur case blanche e6 · Pion blanc sur case blanche g6 · Pion noir sur case noire c5 · Pion noir sur case blanche d5 · Pion noir sur case noire e5 · Dame blanche sur case blanche h5 · Pion blanc sur case noire d4 · Pion blanc sur case noire f4 · Pion blanc sur case noire c3 · Pion blanc sur case noire e3 · Tour blanche sur case blanche h3 · Pion blanc sur case blanche a2 · Pion blanc sur case noire b2 · Cavalier blanc sur case noire d2 · Pion blanc sur case noire h2 · Tour blanche sur case noire a1 · Fou blanc sur case noire c1 · Roi blanc sur case noire g1 | Tour noire sur case blanche a8 · Tour noire sur case noire f8 · Roi noir sur case blanche g8 · Pion noir sur case noire a7 · Fou noir sur case blanche b7 · Dame noire sur case noire c7 · Cavalier noir sur case blanche d7 · Pion noir sur case noire g7 · Pion noir sur case noire b6 · Cavalier noir sur case blanche c6 · Fou noir sur case noire d6 · Pion noir sur case blanche e6 · Pion blanc sur case blanche g6 · Pion noir sur case noire c5 · Pion noir sur case blanche d5 · Pion noir sur case noire e5 · Dame blanche sur case blanche h5 · Pion blanc sur case noire d4 · Pion blanc sur case noire f4 · Pion blanc sur case noire c3 · Pion blanc sur case noire e3 · Tour blanche sur case blanche h3 · Pion blanc sur case blanche a2 · Pion blanc sur case noire b2 · Cavalier blanc sur case noire d2 · Pion blanc sur case noire h2 · Tour blanche sur case noire a1 · Fou blanc sur case noire c1 · Roi blanc sur case noire g1 | Tour noire sur case blanche a8 · Tour noire sur case noire f8 · Roi noir sur case blanche g8 · Pion noir sur case noire a7 · Fou noir sur case blanche b7 · Dame noire sur case noire c7 · Cavalier noir sur case blanche d7 · Pion noir sur case noire g7 · Pion noir sur case noire b6 · Cavalier noir sur case blanche c6 · Fou noir sur case noire d6 · Pion noir sur case blanche e6 · Pion blanc sur case blanche g6 · Pion noir sur case noire c5 · Pion noir sur case blanche d5 · Pion noir sur case noire e5 · Dame blanche sur case blanche h5 · Pion blanc sur case noire d4 · Pion blanc sur case noire f4 · Pion blanc sur case noire c3 · Pion blanc sur case noire e3 · Tour blanche sur case blanche h3 · Pion blanc sur case blanche a2 · Pion blanc sur case noire b2 · Cavalier blanc sur case noire d2 · Pion blanc sur case noire h2 · Tour blanche sur case noire a1 · Fou blanc sur case noire c1 · Roi blanc sur case noire g1 | Tour noire sur case blanche a8 · Tour noire sur case noire f8 · Roi noir sur case blanche g8 · Pion noir sur case noire a7 · Fou noir sur case blanche b7 · Dame noire sur case noire c7 · Cavalier noir sur case blanche d7 · Pion noir sur case noire g7 · Pion noir sur case noire b6 · Cavalier noir sur case blanche c6 · Fou noir sur case noire d6 · Pion noir sur case blanche e6 · Pion blanc sur case blanche g6 · Pion noir sur case noire c5 · Pion noir sur case blanche d5 · Pion noir sur case noire e5 · Dame blanche sur case blanche h5 · Pion blanc sur case noire d4 · Pion blanc sur case noire f4 · Pion blanc sur case noire c3 · Pion blanc sur case noire e3 · Tour blanche sur case blanche h3 · Pion blanc sur case blanche a2 · Pion blanc sur case noire b2 · Cavalier blanc sur case noire d2 · Pion blanc sur case noire h2 · Tour blanche sur case noire a1 · Fou blanc sur case noire c1 · Roi blanc sur case noire g1 | Tour noire sur case blanche a8 · Tour noire sur case noire f8 · Roi noir sur case blanche g8 · Pion noir sur case noire a7 · Fou noir sur case blanche b7 · Dame noire sur case noire c7 · Cavalier noir sur case blanche d7 · Pion noir sur case noire g7 · Pion noir sur case noire b6 · Cavalier noir sur case blanche c6 · Fou noir sur case noire d6 · Pion noir sur case blanche e6 · Pion blanc sur case blanche g6 · Pion noir sur case noire c5 · Pion noir sur case blanche d5 · Pion noir sur case noire e5 · Dame blanche sur case blanche h5 · Pion blanc sur case noire d4 · Pion blanc sur case noire f4 · Pion blanc sur case noire c3 · Pion blanc sur case noire e3 · Tour blanche sur case blanche h3 · Pion blanc sur case blanche a2 · Pion blanc sur case noire b2 · Cavalier blanc sur case noire d2 · Pion blanc sur case noire h2 · Tour blanche sur case noire a1 · Fou blanc sur case noire c1 · Roi blanc sur case noire g1 | Tour noire sur case blanche a8 · Tour noire sur case noire f8 · Roi noir sur case blanche g8 · Pion noir sur case noire a7 · Fou noir sur case blanche b7 · Dame noire sur case noire c7 · Cavalier noir sur case blanche d7 · Pion noir sur case noire g7 · Pion noir sur case noire b6 · Cavalier noir sur case blanche c6 · Fou noir sur case noire d6 · Pion noir sur case blanche e6 · Pion blanc sur case blanche g6 · Pion noir sur case noire c5 · Pion noir sur case blanche d5 · Pion noir sur case noire e5 · Dame blanche sur case blanche h5 · Pion blanc sur case noire d4 · Pion blanc sur case noire f4 · Pion blanc sur case noire c3 · Pion blanc sur case noire e3 · Tour blanche sur case blanche h3 · Pion blanc sur case blanche a2 · Pion blanc sur case noire b2 · Cavalier blanc sur case noire d2 · Pion blanc sur case noire h2 · Tour blanche sur case noire a1 · Fou blanc sur case noire c1 · Roi blanc sur case noire g1 | Tour noire sur case blanche a8 · Tour noire sur case noire f8 · Roi noir sur case blanche g8 · Pion noir sur case noire a7 · Fou noir sur case blanche b7 · Dame noire sur case noire c7 · Cavalier noir sur case blanche d7 · Pion noir sur case noire g7 · Pion noir sur case noire b6 · Cavalier noir sur case blanche c6 · Fou noir sur case noire d6 · Pion noir sur case blanche e6 · Pion blanc sur case blanche g6 · Pion noir sur case noire c5 · Pion noir sur case blanche d5 · Pion noir sur case noire e5 · Dame blanche sur case blanche h5 · Pion blanc sur case noire d4 · Pion blanc sur case noire f4 · Pion blanc sur case noire c3 · Pion blanc sur case noire e3 · Tour blanche sur case blanche h3 · Pion blanc sur case blanche a2 · Pion blanc sur case noire b2 · Cavalier blanc sur case noire d2 · Pion blanc sur case noire h2 · Tour blanche sur case noire a1 · Fou blanc sur case noire c1 · Roi blanc sur case noire g1 | 4 |
| 3 | Tour noire sur case blanche a8 · Tour noire sur case noire f8 · Roi noir sur case blanche g8 · Pion noir sur case noire a7 · Fou noir sur case blanche b7 · Dame noire sur case noire c7 · Cavalier noir sur case blanche d7 · Pion noir sur case noire g7 · Pion noir sur case noire b6 · Cavalier noir sur case blanche c6 · Fou noir sur case noire d6 · Pion noir sur case blanche e6 · Pion blanc sur case blanche g6 · Pion noir sur case noire c5 · Pion noir sur case blanche d5 · Pion noir sur case noire e5 · Dame blanche sur case blanche h5 · Pion blanc sur case noire d4 · Pion blanc sur case noire f4 · Pion blanc sur case noire c3 · Pion blanc sur case noire e3 · Tour blanche sur case blanche h3 · Pion blanc sur case blanche a2 · Pion blanc sur case noire b2 · Cavalier blanc sur case noire d2 · Pion blanc sur case noire h2 · Tour blanche sur case noire a1 · Fou blanc sur case noire c1 · Roi blanc sur case noire g1 | Tour noire sur case blanche a8 · Tour noire sur case noire f8 · Roi noir sur case blanche g8 · Pion noir sur case noire a7 · Fou noir sur case blanche b7 · Dame noire sur case noire c7 · Cavalier noir sur case blanche d7 · Pion noir sur case noire g7 · Pion noir sur case noire b6 · Cavalier noir sur case blanche c6 · Fou noir sur case noire d6 · Pion noir sur case blanche e6 · Pion blanc sur case blanche g6 · Pion noir sur case noire c5 · Pion noir sur case blanche d5 · Pion noir sur case noire e5 · Dame blanche sur case blanche h5 · Pion blanc sur case noire d4 · Pion blanc sur case noire f4 · Pion blanc sur case noire c3 · Pion blanc sur case noire e3 · Tour blanche sur case blanche h3 · Pion blanc sur case blanche a2 · Pion blanc sur case noire b2 · Cavalier blanc sur case noire d2 · Pion blanc sur case noire h2 · Tour blanche sur case noire a1 · Fou blanc sur case noire c1 · Roi blanc sur case noire g1 | Tour noire sur case blanche a8 · Tour noire sur case noire f8 · Roi noir sur case blanche g8 · Pion noir sur case noire a7 · Fou noir sur case blanche b7 · Dame noire sur case noire c7 · Cavalier noir sur case blanche d7 · Pion noir sur case noire g7 · Pion noir sur case noire b6 · Cavalier noir sur case blanche c6 · Fou noir sur case noire d6 · Pion noir sur case blanche e6 · Pion blanc sur case blanche g6 · Pion noir sur case noire c5 · Pion noir sur case blanche d5 · Pion noir sur case noire e5 · Dame blanche sur case blanche h5 · Pion blanc sur case noire d4 · Pion blanc sur case noire f4 · Pion blanc sur case noire c3 · Pion blanc sur case noire e3 · Tour blanche sur case blanche h3 · Pion blanc sur case blanche a2 · Pion blanc sur case noire b2 · Cavalier blanc sur case noire d2 · Pion blanc sur case noire h2 · Tour blanche sur case noire a1 · Fou blanc sur case noire c1 · Roi blanc sur case noire g1 | Tour noire sur case blanche a8 · Tour noire sur case noire f8 · Roi noir sur case blanche g8 · Pion noir sur case noire a7 · Fou noir sur case blanche b7 · Dame noire sur case noire c7 · Cavalier noir sur case blanche d7 · Pion noir sur case noire g7 · Pion noir sur case noire b6 · Cavalier noir sur case blanche c6 · Fou noir sur case noire d6 · Pion noir sur case blanche e6 · Pion blanc sur case blanche g6 · Pion noir sur case noire c5 · Pion noir sur case blanche d5 · Pion noir sur case noire e5 · Dame blanche sur case blanche h5 · Pion blanc sur case noire d4 · Pion blanc sur case noire f4 · Pion blanc sur case noire c3 · Pion blanc sur case noire e3 · Tour blanche sur case blanche h3 · Pion blanc sur case blanche a2 · Pion blanc sur case noire b2 · Cavalier blanc sur case noire d2 · Pion blanc sur case noire h2 · Tour blanche sur case noire a1 · Fou blanc sur case noire c1 · Roi blanc sur case noire g1 | Tour noire sur case blanche a8 · Tour noire sur case noire f8 · Roi noir sur case blanche g8 · Pion noir sur case noire a7 · Fou noir sur case blanche b7 · Dame noire sur case noire c7 · Cavalier noir sur case blanche d7 · Pion noir sur case noire g7 · Pion noir sur case noire b6 · Cavalier noir sur case blanche c6 · Fou noir sur case noire d6 · Pion noir sur case blanche e6 · Pion blanc sur case blanche g6 · Pion noir sur case noire c5 · Pion noir sur case blanche d5 · Pion noir sur case noire e5 · Dame blanche sur case blanche h5 · Pion blanc sur case noire d4 · Pion blanc sur case noire f4 · Pion blanc sur case noire c3 · Pion blanc sur case noire e3 · Tour blanche sur case blanche h3 · Pion blanc sur case blanche a2 · Pion blanc sur case noire b2 · Cavalier blanc sur case noire d2 · Pion blanc sur case noire h2 · Tour blanche sur case noire a1 · Fou blanc sur case noire c1 · Roi blanc sur case noire g1 | Tour noire sur case blanche a8 · Tour noire sur case noire f8 · Roi noir sur case blanche g8 · Pion noir sur case noire a7 · Fou noir sur case blanche b7 · Dame noire sur case noire c7 · Cavalier noir sur case blanche d7 · Pion noir sur case noire g7 · Pion noir sur case noire b6 · Cavalier noir sur case blanche c6 · Fou noir sur case noire d6 · Pion noir sur case blanche e6 · Pion blanc sur case blanche g6 · Pion noir sur case noire c5 · Pion noir sur case blanche d5 · Pion noir sur case noire e5 · Dame blanche sur case blanche h5 · Pion blanc sur case noire d4 · Pion blanc sur case noire f4 · Pion blanc sur case noire c3 · Pion blanc sur case noire e3 · Tour blanche sur case blanche h3 · Pion blanc sur case blanche a2 · Pion blanc sur case noire b2 · Cavalier blanc sur case noire d2 · Pion blanc sur case noire h2 · Tour blanche sur case noire a1 · Fou blanc sur case noire c1 · Roi blanc sur case noire g1 | Tour noire sur case blanche a8 · Tour noire sur case noire f8 · Roi noir sur case blanche g8 · Pion noir sur case noire a7 · Fou noir sur case blanche b7 · Dame noire sur case noire c7 · Cavalier noir sur case blanche d7 · Pion noir sur case noire g7 · Pion noir sur case noire b6 · Cavalier noir sur case blanche c6 · Fou noir sur case noire d6 · Pion noir sur case blanche e6 · Pion blanc sur case blanche g6 · Pion noir sur case noire c5 · Pion noir sur case blanche d5 · Pion noir sur case noire e5 · Dame blanche sur case blanche h5 · Pion blanc sur case noire d4 · Pion blanc sur case noire f4 · Pion blanc sur case noire c3 · Pion blanc sur case noire e3 · Tour blanche sur case blanche h3 · Pion blanc sur case blanche a2 · Pion blanc sur case noire b2 · Cavalier blanc sur case noire d2 · Pion blanc sur case noire h2 · Tour blanche sur case noire a1 · Fou blanc sur case noire c1 · Roi blanc sur case noire g1 | Tour noire sur case blanche a8 · Tour noire sur case noire f8 · Roi noir sur case blanche g8 · Pion noir sur case noire a7 · Fou noir sur case blanche b7 · Dame noire sur case noire c7 · Cavalier noir sur case blanche d7 · Pion noir sur case noire g7 · Pion noir sur case noire b6 · Cavalier noir sur case blanche c6 · Fou noir sur case noire d6 · Pion noir sur case blanche e6 · Pion blanc sur case blanche g6 · Pion noir sur case noire c5 · Pion noir sur case blanche d5 · Pion noir sur case noire e5 · Dame blanche sur case blanche h5 · Pion blanc sur case noire d4 · Pion blanc sur case noire f4 · Pion blanc sur case noire c3 · Pion blanc sur case noire e3 · Tour blanche sur case blanche h3 · Pion blanc sur case blanche a2 · Pion blanc sur case noire b2 · Cavalier blanc sur case noire d2 · Pion blanc sur case noire h2 · Tour blanche sur case noire a1 · Fou blanc sur case noire c1 · Roi blanc sur case noire g1 | 3 |
| 2 | Tour noire sur case blanche a8 · Tour noire sur case noire f8 · Roi noir sur case blanche g8 · Pion noir sur case noire a7 · Fou noir sur case blanche b7 · Dame noire sur case noire c7 · Cavalier noir sur case blanche d7 · Pion noir sur case noire g7 · Pion noir sur case noire b6 · Cavalier noir sur case blanche c6 · Fou noir sur case noire d6 · Pion noir sur case blanche e6 · Pion blanc sur case blanche g6 · Pion noir sur case noire c5 · Pion noir sur case blanche d5 · Pion noir sur case noire e5 · Dame blanche sur case blanche h5 · Pion blanc sur case noire d4 · Pion blanc sur case noire f4 · Pion blanc sur case noire c3 · Pion blanc sur case noire e3 · Tour blanche sur case blanche h3 · Pion blanc sur case blanche a2 · Pion blanc sur case noire b2 · Cavalier blanc sur case noire d2 · Pion blanc sur case noire h2 · Tour blanche sur case noire a1 · Fou blanc sur case noire c1 · Roi blanc sur case noire g1 | Tour noire sur case blanche a8 · Tour noire sur case noire f8 · Roi noir sur case blanche g8 · Pion noir sur case noire a7 · Fou noir sur case blanche b7 · Dame noire sur case noire c7 · Cavalier noir sur case blanche d7 · Pion noir sur case noire g7 · Pion noir sur case noire b6 · Cavalier noir sur case blanche c6 · Fou noir sur case noire d6 · Pion noir sur case blanche e6 · Pion blanc sur case blanche g6 · Pion noir sur case noire c5 · Pion noir sur case blanche d5 · Pion noir sur case noire e5 · Dame blanche sur case blanche h5 · Pion blanc sur case noire d4 · Pion blanc sur case noire f4 · Pion blanc sur case noire c3 · Pion blanc sur case noire e3 · Tour blanche sur case blanche h3 · Pion blanc sur case blanche a2 · Pion blanc sur case noire b2 · Cavalier blanc sur case noire d2 · Pion blanc sur case noire h2 · Tour blanche sur case noire a1 · Fou blanc sur case noire c1 · Roi blanc sur case noire g1 | Tour noire sur case blanche a8 · Tour noire sur case noire f8 · Roi noir sur case blanche g8 · Pion noir sur case noire a7 · Fou noir sur case blanche b7 · Dame noire sur case noire c7 · Cavalier noir sur case blanche d7 · Pion noir sur case noire g7 · Pion noir sur case noire b6 · Cavalier noir sur case blanche c6 · Fou noir sur case noire d6 · Pion noir sur case blanche e6 · Pion blanc sur case blanche g6 · Pion noir sur case noire c5 · Pion noir sur case blanche d5 · Pion noir sur case noire e5 · Dame blanche sur case blanche h5 · Pion blanc sur case noire d4 · Pion blanc sur case noire f4 · Pion blanc sur case noire c3 · Pion blanc sur case noire e3 · Tour blanche sur case blanche h3 · Pion blanc sur case blanche a2 · Pion blanc sur case noire b2 · Cavalier blanc sur case noire d2 · Pion blanc sur case noire h2 · Tour blanche sur case noire a1 · Fou blanc sur case noire c1 · Roi blanc sur case noire g1 | Tour noire sur case blanche a8 · Tour noire sur case noire f8 · Roi noir sur case blanche g8 · Pion noir sur case noire a7 · Fou noir sur case blanche b7 · Dame noire sur case noire c7 · Cavalier noir sur case blanche d7 · Pion noir sur case noire g7 · Pion noir sur case noire b6 · Cavalier noir sur case blanche c6 · Fou noir sur case noire d6 · Pion noir sur case blanche e6 · Pion blanc sur case blanche g6 · Pion noir sur case noire c5 · Pion noir sur case blanche d5 · Pion noir sur case noire e5 · Dame blanche sur case blanche h5 · Pion blanc sur case noire d4 · Pion blanc sur case noire f4 · Pion blanc sur case noire c3 · Pion blanc sur case noire e3 · Tour blanche sur case blanche h3 · Pion blanc sur case blanche a2 · Pion blanc sur case noire b2 · Cavalier blanc sur case noire d2 · Pion blanc sur case noire h2 · Tour blanche sur case noire a1 · Fou blanc sur case noire c1 · Roi blanc sur case noire g1 | Tour noire sur case blanche a8 · Tour noire sur case noire f8 · Roi noir sur case blanche g8 · Pion noir sur case noire a7 · Fou noir sur case blanche b7 · Dame noire sur case noire c7 · Cavalier noir sur case blanche d7 · Pion noir sur case noire g7 · Pion noir sur case noire b6 · Cavalier noir sur case blanche c6 · Fou noir sur case noire d6 · Pion noir sur case blanche e6 · Pion blanc sur case blanche g6 · Pion noir sur case noire c5 · Pion noir sur case blanche d5 · Pion noir sur case noire e5 · Dame blanche sur case blanche h5 · Pion blanc sur case noire d4 · Pion blanc sur case noire f4 · Pion blanc sur case noire c3 · Pion blanc sur case noire e3 · Tour blanche sur case blanche h3 · Pion blanc sur case blanche a2 · Pion blanc sur case noire b2 · Cavalier blanc sur case noire d2 · Pion blanc sur case noire h2 · Tour blanche sur case noire a1 · Fou blanc sur case noire c1 · Roi blanc sur case noire g1 | Tour noire sur case blanche a8 · Tour noire sur case noire f8 · Roi noir sur case blanche g8 · Pion noir sur case noire a7 · Fou noir sur case blanche b7 · Dame noire sur case noire c7 · Cavalier noir sur case blanche d7 · Pion noir sur case noire g7 · Pion noir sur case noire b6 · Cavalier noir sur case blanche c6 · Fou noir sur case noire d6 · Pion noir sur case blanche e6 · Pion blanc sur case blanche g6 · Pion noir sur case noire c5 · Pion noir sur case blanche d5 · Pion noir sur case noire e5 · Dame blanche sur case blanche h5 · Pion blanc sur case noire d4 · Pion blanc sur case noire f4 · Pion blanc sur case noire c3 · Pion blanc sur case noire e3 · Tour blanche sur case blanche h3 · Pion blanc sur case blanche a2 · Pion blanc sur case noire b2 · Cavalier blanc sur case noire d2 · Pion blanc sur case noire h2 · Tour blanche sur case noire a1 · Fou blanc sur case noire c1 · Roi blanc sur case noire g1 | Tour noire sur case blanche a8 · Tour noire sur case noire f8 · Roi noir sur case blanche g8 · Pion noir sur case noire a7 · Fou noir sur case blanche b7 · Dame noire sur case noire c7 · Cavalier noir sur case blanche d7 · Pion noir sur case noire g7 · Pion noir sur case noire b6 · Cavalier noir sur case blanche c6 · Fou noir sur case noire d6 · Pion noir sur case blanche e6 · Pion blanc sur case blanche g6 · Pion noir sur case noire c5 · Pion noir sur case blanche d5 · Pion noir sur case noire e5 · Dame blanche sur case blanche h5 · Pion blanc sur case noire d4 · Pion blanc sur case noire f4 · Pion blanc sur case noire c3 · Pion blanc sur case noire e3 · Tour blanche sur case blanche h3 · Pion blanc sur case blanche a2 · Pion blanc sur case noire b2 · Cavalier blanc sur case noire d2 · Pion blanc sur case noire h2 · Tour blanche sur case noire a1 · Fou blanc sur case noire c1 · Roi blanc sur case noire g1 | Tour noire sur case blanche a8 · Tour noire sur case noire f8 · Roi noir sur case blanche g8 · Pion noir sur case noire a7 · Fou noir sur case blanche b7 · Dame noire sur case noire c7 · Cavalier noir sur case blanche d7 · Pion noir sur case noire g7 · Pion noir sur case noire b6 · Cavalier noir sur case blanche c6 · Fou noir sur case noire d6 · Pion noir sur case blanche e6 · Pion blanc sur case blanche g6 · Pion noir sur case noire c5 · Pion noir sur case blanche d5 · Pion noir sur case noire e5 · Dame blanche sur case blanche h5 · Pion blanc sur case noire d4 · Pion blanc sur case noire f4 · Pion blanc sur case noire c3 · Pion blanc sur case noire e3 · Tour blanche sur case blanche h3 · Pion blanc sur case blanche a2 · Pion blanc sur case noire b2 · Cavalier blanc sur case noire d2 · Pion blanc sur case noire h2 · Tour blanche sur case noire a1 · Fou blanc sur case noire c1 · Roi blanc sur case noire g1 | 2 |
| 1 | Tour noire sur case blanche a8 · Tour noire sur case noire f8 · Roi noir sur case blanche g8 · Pion noir sur case noire a7 · Fou noir sur case blanche b7 · Dame noire sur case noire c7 · Cavalier noir sur case blanche d7 · Pion noir sur case noire g7 · Pion noir sur case noire b6 · Cavalier noir sur case blanche c6 · Fou noir sur case noire d6 · Pion noir sur case blanche e6 · Pion blanc sur case blanche g6 · Pion noir sur case noire c5 · Pion noir sur case blanche d5 · Pion noir sur case noire e5 · Dame blanche sur case blanche h5 · Pion blanc sur case noire d4 · Pion blanc sur case noire f4 · Pion blanc sur case noire c3 · Pion blanc sur case noire e3 · Tour blanche sur case blanche h3 · Pion blanc sur case blanche a2 · Pion blanc sur case noire b2 · Cavalier blanc sur case noire d2 · Pion blanc sur case noire h2 · Tour blanche sur case noire a1 · Fou blanc sur case noire c1 · Roi blanc sur case noire g1 | Tour noire sur case blanche a8 · Tour noire sur case noire f8 · Roi noir sur case blanche g8 · Pion noir sur case noire a7 · Fou noir sur case blanche b7 · Dame noire sur case noire c7 · Cavalier noir sur case blanche d7 · Pion noir sur case noire g7 · Pion noir sur case noire b6 · Cavalier noir sur case blanche c6 · Fou noir sur case noire d6 · Pion noir sur case blanche e6 · Pion blanc sur case blanche g6 · Pion noir sur case noire c5 · Pion noir sur case blanche d5 · Pion noir sur case noire e5 · Dame blanche sur case blanche h5 · Pion blanc sur case noire d4 · Pion blanc sur case noire f4 · Pion blanc sur case noire c3 · Pion blanc sur case noire e3 · Tour blanche sur case blanche h3 · Pion blanc sur case blanche a2 · Pion blanc sur case noire b2 · Cavalier blanc sur case noire d2 · Pion blanc sur case noire h2 · Tour blanche sur case noire a1 · Fou blanc sur case noire c1 · Roi blanc sur case noire g1 | Tour noire sur case blanche a8 · Tour noire sur case noire f8 · Roi noir sur case blanche g8 · Pion noir sur case noire a7 · Fou noir sur case blanche b7 · Dame noire sur case noire c7 · Cavalier noir sur case blanche d7 · Pion noir sur case noire g7 · Pion noir sur case noire b6 · Cavalier noir sur case blanche c6 · Fou noir sur case noire d6 · Pion noir sur case blanche e6 · Pion blanc sur case blanche g6 · Pion noir sur case noire c5 · Pion noir sur case blanche d5 · Pion noir sur case noire e5 · Dame blanche sur case blanche h5 · Pion blanc sur case noire d4 · Pion blanc sur case noire f4 · Pion blanc sur case noire c3 · Pion blanc sur case noire e3 · Tour blanche sur case blanche h3 · Pion blanc sur case blanche a2 · Pion blanc sur case noire b2 · Cavalier blanc sur case noire d2 · Pion blanc sur case noire h2 · Tour blanche sur case noire a1 · Fou blanc sur case noire c1 · Roi blanc sur case noire g1 | Tour noire sur case blanche a8 · Tour noire sur case noire f8 · Roi noir sur case blanche g8 · Pion noir sur case noire a7 · Fou noir sur case blanche b7 · Dame noire sur case noire c7 · Cavalier noir sur case blanche d7 · Pion noir sur case noire g7 · Pion noir sur case noire b6 · Cavalier noir sur case blanche c6 · Fou noir sur case noire d6 · Pion noir sur case blanche e6 · Pion blanc sur case blanche g6 · Pion noir sur case noire c5 · Pion noir sur case blanche d5 · Pion noir sur case noire e5 · Dame blanche sur case blanche h5 · Pion blanc sur case noire d4 · Pion blanc sur case noire f4 · Pion blanc sur case noire c3 · Pion blanc sur case noire e3 · Tour blanche sur case blanche h3 · Pion blanc sur case blanche a2 · Pion blanc sur case noire b2 · Cavalier blanc sur case noire d2 · Pion blanc sur case noire h2 · Tour blanche sur case noire a1 · Fou blanc sur case noire c1 · Roi blanc sur case noire g1 | Tour noire sur case blanche a8 · Tour noire sur case noire f8 · Roi noir sur case blanche g8 · Pion noir sur case noire a7 · Fou noir sur case blanche b7 · Dame noire sur case noire c7 · Cavalier noir sur case blanche d7 · Pion noir sur case noire g7 · Pion noir sur case noire b6 · Cavalier noir sur case blanche c6 · Fou noir sur case noire d6 · Pion noir sur case blanche e6 · Pion blanc sur case blanche g6 · Pion noir sur case noire c5 · Pion noir sur case blanche d5 · Pion noir sur case noire e5 · Dame blanche sur case blanche h5 · Pion blanc sur case noire d4 · Pion blanc sur case noire f4 · Pion blanc sur case noire c3 · Pion blanc sur case noire e3 · Tour blanche sur case blanche h3 · Pion blanc sur case blanche a2 · Pion blanc sur case noire b2 · Cavalier blanc sur case noire d2 · Pion blanc sur case noire h2 · Tour blanche sur case noire a1 · Fou blanc sur case noire c1 · Roi blanc sur case noire g1 | Tour noire sur case blanche a8 · Tour noire sur case noire f8 · Roi noir sur case blanche g8 · Pion noir sur case noire a7 · Fou noir sur case blanche b7 · Dame noire sur case noire c7 · Cavalier noir sur case blanche d7 · Pion noir sur case noire g7 · Pion noir sur case noire b6 · Cavalier noir sur case blanche c6 · Fou noir sur case noire d6 · Pion noir sur case blanche e6 · Pion blanc sur case blanche g6 · Pion noir sur case noire c5 · Pion noir sur case blanche d5 · Pion noir sur case noire e5 · Dame blanche sur case blanche h5 · Pion blanc sur case noire d4 · Pion blanc sur case noire f4 · Pion blanc sur case noire c3 · Pion blanc sur case noire e3 · Tour blanche sur case blanche h3 · Pion blanc sur case blanche a2 · Pion blanc sur case noire b2 · Cavalier blanc sur case noire d2 · Pion blanc sur case noire h2 · Tour blanche sur case noire a1 · Fou blanc sur case noire c1 · Roi blanc sur case noire g1 | Tour noire sur case blanche a8 · Tour noire sur case noire f8 · Roi noir sur case blanche g8 · Pion noir sur case noire a7 · Fou noir sur case blanche b7 · Dame noire sur case noire c7 · Cavalier noir sur case blanche d7 · Pion noir sur case noire g7 · Pion noir sur case noire b6 · Cavalier noir sur case blanche c6 · Fou noir sur case noire d6 · Pion noir sur case blanche e6 · Pion blanc sur case blanche g6 · Pion noir sur case noire c5 · Pion noir sur case blanche d5 · Pion noir sur case noire e5 · Dame blanche sur case blanche h5 · Pion blanc sur case noire d4 · Pion blanc sur case noire f4 · Pion blanc sur case noire c3 · Pion blanc sur case noire e3 · Tour blanche sur case blanche h3 · Pion blanc sur case blanche a2 · Pion blanc sur case noire b2 · Cavalier blanc sur case noire d2 · Pion blanc sur case noire h2 · Tour blanche sur case noire a1 · Fou blanc sur case noire c1 · Roi blanc sur case noire g1 | Tour noire sur case blanche a8 · Tour noire sur case noire f8 · Roi noir sur case blanche g8 · Pion noir sur case noire a7 · Fou noir sur case blanche b7 · Dame noire sur case noire c7 · Cavalier noir sur case blanche d7 · Pion noir sur case noire g7 · Pion noir sur case noire b6 · Cavalier noir sur case blanche c6 · Fou noir sur case noire d6 · Pion noir sur case blanche e6 · Pion blanc sur case blanche g6 · Pion noir sur case noire c5 · Pion noir sur case blanche d5 · Pion noir sur case noire e5 · Dame blanche sur case blanche h5 · Pion blanc sur case noire d4 · Pion blanc sur case noire f4 · Pion blanc sur case noire c3 · Pion blanc sur case noire e3 · Tour blanche sur case blanche h3 · Pion blanc sur case blanche a2 · Pion blanc sur case noire b2 · Cavalier blanc sur case noire d2 · Pion blanc sur case noire h2 · Tour blanche sur case noire a1 · Fou blanc sur case noire c1 · Roi blanc sur case noire g1 | 1 |
|   | a | b | c | d | e | f | g | h |   |

1. d4 d5 2. f4 Cf6 3. e3 e6 4. Cf3 c5 5. c3 Cc6 6. Fd3 Fd6 7. O-O O-O 8. Cbd2 b6 9. Ce5 Fb7 10. g4 Dc7 11. g5 Cd7? 12. Fxh7+ Rxh7 13. Dh5+ Rg8 14. Tf3 f6 15. Th3 fxe5?? 16. g6 (voir diagramme) 1-0.
- L'attaque Stonewall a été considérée comme l'une des ouvertures les plus efficaces contre les programmes d'échecs[2]. La partie suivante a constitué au XXe siècle un modèle de « stratégie anti-ordinateur »[2] :

Vladimir Kramnik-Deep Junior, Dortmund, 2000
1. d4 d5 2. e3 Cf6 3. Fd3 e6 4. f4 Fe7 5. Cf3 c5 6. c3 0-0 7. Cbd2 Cg4? 8. De2 c4?! 9. Fc2 f5 10. Tg1! Cc6 11. h3 Cf6 12. g4 Ce4 13. Dg2 g6?! 14. Dh2 Rh8 15. h4 Cxd2? 16. Fxd2 fxg4 17. Cg5! De8 18. h5! gxh5 19. Txg4! Tf6 20. Th4 Th6 21. 0-0-0 a5 22. Th1 b5 23. Fd1 Ta7 24. Fxh5 Df8 25. e4! Fd8 26. f5! b4 27. Fg6 Txh4 28. Dxh4 bxc3 29. bxc3 Ff6 30. Dxh7+! Txh7 31. Fxh7+ Rg8 32. Ff7+ Dxf7 33. Txf7 1-0 (33...Fxg5 34. Tc7).